# ジョージア (缶コーヒー)

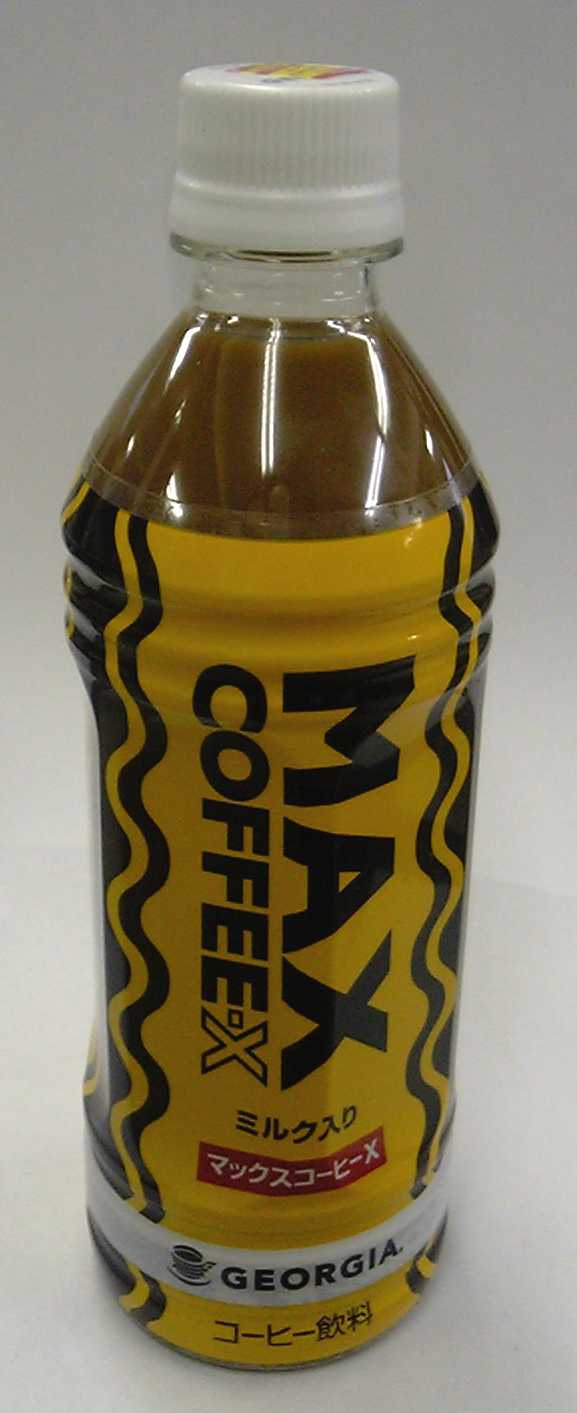
ジョージア　マックスコーヒーX
（現在既に終売済み）

ジョージア（GEORGIA）は、日本コカ・コーラの缶コーヒー、およびボトルコーヒー、レギュラーコーヒー、缶ココアの各ブランド名。
1975年に発売されてからしばらくは現在の「オリジナル」となる250g缶の単一商品のみであったが、1980年代前半にシリーズ展開が開始され、現在では競合他社を凌駕するシリーズラインナップを誇っており、缶コーヒー市場占有率においてトップブランドとなっている。ブランド人気は2012年以降サントリーフーズのBOSSと同じ位である。
名称の由来はザ コカ・コーラ カンパニーの本社がジョージア州アトランタにあることから。ただしアメリカでは販売されていない。かつては同ブランドの烏龍茶・緑茶・紅茶なども存在したが、綾鷹や紅茶花伝などの別のブランドで発売されるようになり、今はコーヒーとココアのみである。

## 発売に至る経緯
「冬場の赤字体質」を克服することから北九州コカ・コーラボトリング（現：コカ・コーラボトラーズジャパンホールディングス）が音頭をとり開発開始。1975年6月、同社の担当エリアであった福岡県、佐賀県及び長崎県で現在の「オリジナル」にあたる「コーヒードリンク　ジョージア250g缶」を発売。北九州の発売を皮切りに初年度は11ボトラーで発売。その後残りのボトラーも順次ジョージアの発売に踏み切り、1982年に最後まで一般市場での発売を見送っていた近畿コカ・コーラボトリング（コカ・コーラボトラーズジャパンの前身企業の一つ。担当エリアは大阪府・京都府・兵庫県）が導入したことで全国ブランド商品となった。
導入が遅れた数社は当初独自に缶コーヒーを発売したり、他社の缶コーヒーの委託販売をしていた。その中の一つ、当時神奈川県と山梨県、静岡県を営業エリアに持っていた富士コカ・コーラボトリング（現：コカ・コーラボトラーズジャパン）は親会社だった明治屋のマイコーヒーを取扱っていたためジョージアの導入は1979年と遅れることとなった。そのため当時のテレビコマーシャルでは「神奈川県下では販売しておりません」とテロップをつけて放映されていたこともあった。また当初の利根コカ・コーラボトリング（現：コカ・コーラボトラーズジャパン）のように栃木県ではジョージアを、千葉県及び茨城県ではマックスコーヒー（当時は独立ブランド、1991年よりジョージアに編入）を扱うという変則的な販売手法を導入するボトラーもあった。

## サイズ
ジョージア製品第1号であるオリジナルは250g缶で発売が始められたが、現在のスタンダードサイズは190g前後である。これはRTD（Ready To Drink）として開発された缶コーヒーの飲みやすさを考慮したサイズである。容器のデザインに工夫をすることで若干容量が異なるサイズ（180gなど）もある。エメラルドマウンテンブレンド、ヨーロピアンなど、レギュラー化した製品は増量缶（250g缶）が製造される傾向にある。ただし全国的に増量缶が流通するのは前記の根強い人気を誇るごく一部で、ほとんどは特定のボトラー社エリアでのみ販売される。

## アルミ缶の採用
1980年代後半からレトルト充填製品に対する液体窒素充填技術が普及したが、ミルク入りの缶コーヒーについてはボツリヌス菌に対する検査の必要性から、日本缶詰びん詰レトルト食品協会の自主規制により缶底が平らなスチール缶が採用されていた。2000年に開発されたアルミボトル缶においては、ブラックは打検不要の2ピースタイプボトル缶、ミルク入り製品は打検可能な3ピースタイプボトル缶を採用している。その後、殺菌技術の進歩などにより、生産工程を管理すればアルミ缶ができるようになった（2014年8月以降は規制が変更され、全国清涼飲料工業会への届出によりアルミ缶を使用できるようになった）。
ジョージア製品におけるアルミ缶（ボトル缶除く）は、まず2012年10月に「エメラルドマウンテンブレンド ブラック185g缶」を一部地域で試験採用。その後、2013年4月のリニューアル時に全国発売となった。ミルク入り製品は2013年6月に「エメラルドマウンテンブレンド190g缶」を一部地域で試験採用ののち、2014年5月より280g缶製品「アイスコーヒー」「アイスカフェオレ」をアルミ缶で発売、「まろやかミルクのカフェラッテ」をアルミ缶に切り替えた。12月より185g缶の「エメラルドマウンテンブレンド」「テイスティ」および250g缶の「オリジナル」「マックスコーヒー」「カフェ・オ・レ」をアルミ缶に切り替え、1月以降その他のスチール缶製品も順次切り替えを進め、2015年9月時点では「贅沢エスプレッソ」「オリジナル おいしさトライ缶」「カフェ･オ･レ おいしさトライ缶」以外すべてアルミ缶となった（160g缶各種、および無菌充填製法の「エンブレム」シリーズを除く）。
スチール缶では中身を混ぜる意味で、注意書きに「開缶前によく振ってください」と書かれていたが、アルミ缶では窒素充填による開封時の吹出し防止のため、「軽く振り、少し待ってから、あけてください」に変更された。なお、鉄鋼企業内自販機など一部の販路においては、スチール缶で生産されている製品も存在するが、注意書きはアルミ缶同様「軽く振り、少し待ってから、あけてください」になっている。

## 商品ラインナップ
- 製品名はリニューアルと共に変更となる可能性がある。
- 容器種： ラインナップとして存在している容器種（缶/PETなど）とそのサイズ。特に記載が無い缶製品は陽圧アルミ缶仕様、(S)はスチール缶仕様。※印は期間限定品。(MP)は5缶または6缶のマルチパックが設定されている仕様。(終売)は過去に製品として存在したが、現行パッケージでは販売を終了しているもの。
- 概要： 製品の特性を表記。
- 補足： ☆印が付与された製品は「コーヒー飲料」規格品。◎印が付与された製品は季節限定（夏季限定又は冬季限定）製品。（清）印が付与された製品は「コーヒー入り清涼飲料」規格品。（乳）印が付与された製品は「乳飲料」規格品。（コ）が付与された製品は「ココア飲料」規格品。その他特筆すべき特性があれば追記される。

### 現行商品
2023年版ブランドロゴに移行済み（2025年3月現在）
| 製品名                                             | 容器種                                        | 概要 | 補足                                                                                       |
| -------------------------------------------------- | --------------------------------------------- | --- | ------------------------------------------------------------------------------------------ |
| THE ブラック                                       | *280mlPET *500mlPET *440ml加温PET             | 2018年5月（一部店舗は同年4月）に「ジャパン クラフトマン ブラック」として発売。2022年3月のリニューアル時に「挽きたてアロマ製法」と「水蒸気アロマアロマ技術」を掛け合わせた「ダブルアロマ密封技術」も採用された。2023年3月に猿田彦珈琲の監修が入り、改名・リニューアルされた。同年9月に加温PET、同年10月に加温販売対応の温冷兼用仕様の280mlPETが順次追加発売された。 |                                                                                            |
| THE ラテ☆                                          | *500mlPET *440ml加温PET                       | 2018年5月（一部店舗は同年4月）に「ジャパン クラフトマン カフェラテ」として発売。2023年3月に猿田彦珈琲の監修が入り、改名・リニューアルされた。同年9月に加温PETが追加発売された。 |                                                                                            |
| THE 微糖☆                                          | *500mlPET                                     | 2019年6月に「ジャパン クラフトマン 微糖」として発売。2023年3月に猿田彦珈琲の監修が入り、改名・リニューアルされた。 | 2023年3月の改良により甘味料（アセスルファムK）が入るようになった                           |
| THE ゼロ☆                                          | *440mlPET                                     | 2022年10月に「ジャパン クラフトマン ゼロ」として発売。特許を取得した「ミルクZEROブースト技術」を採用し、糖類ゼロ・砂糖ゼロとしたラテ。 発売時は他の「ジャパン クラフトマン」シリーズの500mlPET同様、「TinyTANデザインボトル」で発売された。2023年3月にパッケージデザインを変更してリニューアルされ、製品名が改名された。同年9月に中身・パッケージデザインを変更してリニューアルされ、甘味料にステビアが追加された。 | 甘味料（アセスルファムK、ステビア、スクラロース）使用                                      |
| エメラルドマウンテンブレンド                       | *170g缶 *185g缶(MP) *195ml温冷兼用PET *247g缶 | 1994年3月より発売開始。「エメマン」の通称で親しまれており、上の「THE シリーズ」3種（ブラック・カフェラテ・微糖）が登場するまでは30年近くに渡ってジョージアブランドの主力商品となっていた。コロンビアコーヒー生産者連合会(FNC)が認定する稀少高級豆エメラルドマウンテンを使用。2015年3月のリニューアルで全粉乳や脱脂粉乳を無くして牛乳を100%使用している。一部特殊販路向けの185gスチール缶がある。 2023年5月にブランドロゴの変更に伴ってパッケージデザインを変更してリニューアルされ、PETが195ml入りの新容量で復活し、北陸（信州・北陸エリア）限定で発売された。 過去には160g缶(スチール)・210g缶(アルミ)・250g缶(スチール/アルミ)・200mlPET・280mlPET(コールド)・275ml加温PET・280ml加温PETが発売されていた。PET製品にはカゼインNaが入っておらず、製品設計が缶とは若干異なっていたほか、280mlPETはCVS等の手売り用はスリム型、自動販売機用は丸型と形状が異なり、加温PETに関しても、275mlは手売り用、280mlは自動販売機用と仕様が異なっていた。 | 170g缶・247g缶は自動販売機専売である                                                       |
| ゴールデンドリップ 微糖                            | *170g缶 *185g缶(MP)                           | 2023年5月発売。「グラン微糖」から切替。 | 甘味料（アセスルファムK、スクラロース）使用                                                |
| プラチナムブラック                                 | *170g缶 *185g缶(MP) 241g缶                    | 2023年5月発売。前年発売の「ブラック」から切替。 | 170g缶・241g缶は自動販売機専売である。                                                     |
| プライム ブレンド                                  | *185g缶(MP)                                   | 2024年4月発売。甘味料使用の糖類ゼロ製品。 | 甘味料（アセスルファムK、スクラロース）使用                                                |
| 香るブラック                                       | *260mlボトル缶 *290mlボトル缶 *400mlボトル缶  | 2019年2月に「ヨーロピアン 香るブラック（2014年4月発売）」がリニューアルされ、製品名が変更。2020年3月のリニューアル時に「蒸らし抽出技術」を採用。新たに260mlが追加設定され、3容量となった。2022年2月のリニューアル時に「ブラック」にも採用されている「挽きたてアロマ製法」と「水蒸気蒸留アロマ技術」を組み合わせた「ダブルアロマ密封技術」が採用された。2023年5月にブランドロゴの変更に伴ってパッケージデザインを変更してリニューアルされた。 | 290mlボトル缶は北海道および北陸エリア限定。北陸分も札幌工場製を輸送している。              |
| 香る微糖                                           | *260mlボトル缶 *370mlボトル缶                 | 2019年2月に「ヨーロピアン 深煎り微糖（2018年6月発売）」がリニューアルされ、製品名が変更。また、ボトル缶のみの設定となり、「ヨーロピアン 深煎り微糖」では設定されていなかった260mlが新たに設定された。2020年3月のリニューアル時に「蒸らし抽出技術」を採用。2023年5月にブランドロゴの変更に伴ってパッケージデザインを変更してリニューアルされた。 | 甘味料（アセスルファムK）使用                                                              |
| エメラルドマウンテンブレンド 至福の微糖            | *185g缶(MP)                                   | 2014年9月発売。コロンビアコーヒー生産者連合会(FNC)認定の高級豆エメラルドマウンテンに熟成豆をブレンドし、乳分は牛乳のみ。砂糖と甘味料のバランスの最適化を図った微糖タイプ。 2015年1月に185g缶のパッケージリニューアル時にアルミ缶へ切り替え、遅れて同年3月に廉価版の170g缶もリニューアルした。一部特殊販路向けの185gスチール缶があった(既に終売済み)。2017年2月に焙煎工程の見直しを行いリニューアル。2021年に「アルミ缶」の識別マークを小さくし、「リサイクルしてね」ロゴを導入する仕様変更が行われた。2023年5月にブランドロゴの変更に伴ってパッケージデザインが変更され、「エメラルドマウンテンブレンド」とデザインが統一化された。 過去には170g缶と210g缶(アルミ)が発売されていた。 | 甘味料（アセスルファムK、スクラロース）使用                                                |
| エメラルドマウンテンブレンド カフェオレ 砂糖不使用 | *185g缶 *440mlPET                             | 2008年に「エメラルドマウンテンブレンド ブラック」とともに発売開始。2011年9月に410mlPETがリニューアルした際、商品名に"砂糖不使用"が付加された。2013年9月にパッケージリニューアル。 185g缶は2010年2月以降北海道のみの販売（2021年以降北陸エリアでも札幌製を輸送して販売したことがある）。440mlPETは2019年9月30日より、北海道のコンビニエンスストア限定で発売。その後道内スーパーなどにも販路を拡大。185g缶は2022年2月に「GEORGIA」ロゴの大型化と「リサイクルしてね」ロゴを導入したデザインにマイナーチェンジされ、2023年9月にブランドロゴの変更に伴ってパッケージリニューアルされ、既にリニューアル済みの他の「エメラルドマウンテン」シリーズと同じデザインに統一された。 過去には170g缶・280mlPET・410mlPETも発売されていた。 | 甘味料（アセスルファムK、スクラロース）使用                                                |
| ヨーロピアン コクの微糖                            | *185g缶(MP)                                   | カテゴリーが競合する「グラン 微糖」の発売により185g缶以外は終売となり、185g缶も流通量が減少。 2019年3月11日より、北陸・長野限定デザイン版が発売開始。この製品の売上の一部が該当エリアの地域活動に使用されたが、翌年全国共通パッケージに戻っている。 2022年2月に「GEORGIA」ロゴの大型化と「リサイクルしてね」ロゴを導入したデザインにマイナーチェンジ。2023年9月にブランドロゴの変更に伴ってパッケージデザインが変更された。 過去には160g缶(スチール/アルミ)・170g缶(スチール)・210g缶(アルミ)・247g缶(スチール)・200mlPET・280mlPET(コールド)・280ml加温PET、一部特殊販路向けの185gスチール缶が発売されていた。 | 甘味料（アセスルファムK、スクラロース）使用                                                |
| オリジナル☆                                        | *160g缶（S） *250g缶(MP)                      | 下記のマックスコーヒーとほぼ同期の1975年に発売開始。「オリジナル」の名称になるまで、「マイルドコーヒー」という呼称をボトラー側は用いていたが、缶には特に商品名は明記されていなかった。後年に同名で発売されたものとは別物である。2008年11月にリニューアル、2009年8月から現行ロゴに切替。2014年11月より250g缶をアルミ缶に変更。250g缶は2022年2月に「GEORGIA」ロゴの大型化と「リサイクルしてね」ロゴを導入したデザインにマイナーチェンジされ、2023年9月にブランドロゴの変更に伴ってパッケージリニューアルされた。 2020年5月には1975年発売当時のパッケージの意匠が再現された「ジョージア オリジナル 復刻デザイン缶」が北東北（青森・岩手・秋田）限定で通年販売されている。 過去には190g缶・185g缶も発売されていた。 | 160g缶は北海道エリア限定。                                                                 |
| テイスティ                                         | *160g缶 *185g缶(MP)                           | 現行品のショート缶タイプ（185g入り）のジョージアとしては最古参となるブランドで1987年4月に発売開始。牛乳を使用せず、脱脂粉乳・全粉乳だけを使用した昔ながらの味わいを持ったブレンドコーヒーで1994年4月にエメラルドマウンテンが登場するまではジョージアを支えた基幹ブランドであった。2023年5月にブランドロゴの変更に伴ってパッケージデザインが再度変更された。 2023年5月現在の185g缶販売地域はみちのく、ボトラーズジャパン（旧仙台・近畿・山陽・四国・北九州・南九州）、北陸エリア。その内みちのくエリアのみ、1987年発売当時のパッケージの意匠が再現された「復刻デザイン缶」として2020年5月より通年販売されている。 過去には250g缶(スチール)・280mlPET(コールド)・280ml加温PETが発売されていた。 | 160g缶は九州エリア限定。                                                                   |
| カフェ・オ・レ☆                                    | *250g缶(MP)                                   | 2009年9月よりブランドサイトに掲載されるようになった。2011年6月にパッケージデザインをリニューアル。2023年5月にブランドロゴの変更に伴ってパッケージデザインが変更された。 2023年5月現在の販売地域はボトラーズジャパン（旧CCCJ・ウエスト・四国エリア）のみ。 過去には170g缶(スチール)・185g缶(アルミ)・190g缶(スチール)・280mlPET(コールド)・280ml加温PET・450mlPET(コールド)・500mlPET(コールド)が発売されていた。 2025年3月時点では東海工場で製造されている。 |                                                                                            |
| マックスコーヒー☆                                  | *250g缶 *500mlPET                             | 1975年6月に独自ブランドの千葉県と茨城県限定のコーヒー飲料として誕生した。「ジョージア」のラインナップの中で現在は後述する一部地域限定の『まろやかミルクのカフェラッテ』同様、非常に甘味の強いコーヒーである(製品100gあたりの糖質（炭水化物）は9.8 - 10.2g)。ローカル商品ながら、従来より比較的知名度は高く、2006年からは近隣都県など販売地域を徐々に拡大。2009年2月より全国発売を開始したが、2016年現在250g缶の販売エリアはボトラーズジャパン(関東および仙台)エリアのみ（一部ディスカウント店などではエリア外でも販売されている場合がある）。2014年11月より250g缶をアルミ缶に変更。2021年6月から500mlPETの形状が「ジョージア ジャパン クラフトマン」シリーズ（現:「ジョージア THE」シリーズ）と同じ形状に変更。2022年2月に「GEORGIA」ロゴを大きくしたデザインにマイナーチェンジされ、2023年9月にブランドロゴ変更に伴ってパッケージデザインが変更された。 過去には170g缶・190g缶も発売されていた。                                           |                                                                                            |
| ザ・ラテ ダブルミルクラテ☆                         | *280mlPET                                     | 2024年2月発売。「ラテニスタ カフェラテ」より継承。 「ミルクブースト技術」を採用した小型ペットボトル入りのラテ。 |                                                                                            |
| ザ・ラテ キャラメル☆                               | *280ml温冷兼用PET                             | 2024年9月発売。「ラテニスタ キャラメルラテ」より継承。「ミルクブースト技術」を採用し、キャラメルシロップを加えた小型ペットボトル入りのラテ。 |                                                                                            |
| サントスプレミアム                                 | *185g缶 *243g缶                               | 1993年販売開始、当初は全国で販売されていた。2020年1月に「道東オリジナルデザイン」としてパッケージデザインを変更するリニューアルが行われ、クリオネ・丹頂鶴・ホルスタイン牛のイラストが描かれた「動物編」と、釧路幣舞橋・帯広ばんえい競馬・カーリングのイラストが描かれた「風景編」の2種類となった。2023年9月にブランドロゴ変更に伴ってパッケージデザインが変更された。売り上げの一部は財団法人北海道環境財団へ寄付され、自然保護活動に役立てられる。過去には170g缶(アルミ)・250g缶・280mlPET(コールド)・280ml加温PETも発売されていた。 |                                                                                            |
| ザ・ブレンド                                       | *185g缶(MP)                                   | 1996年に発売開始。従来のブレンドコーヒーから順次切り替わっているが、四国では2000年まで旧ブレンドと併売された。2023年5月現在の販売地域は北海道、ボトラーズジャパン（旧山陽・四国・北九州・南九州エリア）。その内、北海道のみ2020年1月より北海道限定デザインを発売。裏面に「金森倉庫」と「五稜郭」の2種類の絵柄がある。2023年9月にブランドロゴの変更に伴ってパッケージデザインが変更され、同時にコカ・コーラの製品情報サイトに掲載されるようになった。 |                                                                                            |
| デミタス                                           | *170g缶                                       | 2019年4月発売。北東北（青森・岩手・秋田）限定。深煎りしたコーヒー豆をそのまま圧搾・抽出するエスプレッソ抽出に国産牛乳を20%使用したデミタスコーヒー。2021年11月のリニューアル時に高温高圧抽出を採用。2023年5月にブランドロゴの変更に伴ってパッケージデザインが変更された。 | 甘味料（アセスルファムK）使用                                                              |
| 深み焙煎贅沢ブラック 無糖                          | *950mlPET                                     | 2016年3月に「カフェ ボトルコーヒー 無糖」として発売。「コーヒー」規格の無糖タイプのボトルコーヒー。2023年4月に「THE」シリーズ同様に猿田彦珈琲の監修が入り、製品名・パッケージデザインを刷新してリニューアルされ、ブランドロゴも変更された。 |                                                                                            |
| 深み焙煎贅沢ブレンド 甘さひかえめ                  | *950mlPET                                     | 2016年3月に「カフェ ボトルコーヒー 甘さひかえめ」発売。「コーヒー」規格のボトルコーヒー。甘味料で甘さをつけているため、無糖と同じく0kcal・糖質0gを実現している。2023年4月に「THE」シリーズ同様に猿田彦珈琲の監修が入り、製品名・パッケージデザインを刷新してリニューアルされ、ブランドロゴも変更された。この時点では無糖同様「贅沢ブラック」表記だったが、2024年4月のリニューアル時に「贅沢ブレンド」に変更された。 | 甘味料（アセスルファムK）使用                                                              |
| 贅沢ミルクのカフェオレ☆                            | *280g缶 *280ml温冷兼用PET                     | 以前にも発売されていたが、2019年9月に「贅沢カフェラテ」の後継製品として復活発売した。2022年2月に「GEORGIA」ロゴを大きくし、「リサイクルしてね」ロゴを表記したパッケージに変更。2023年9月にブランドロゴの変更に伴いパッケージデザインを変更してリニューアルされた。 | 280mlPETは温冷兼用仕様（以前はコールド専用仕様も発売されていたが、温冷兼用仕様へ一本化）。 |
| 贅沢ミルクココア◎（コ）                            | *185g缶 *260mlボトル缶                        | 2016年9月に前年まで発売されていた「ココティーン 贅沢ミルクココア」をリニューアルして「ジョージア」ブランドに移行。2023年9月にブランドロゴの変更に伴いパッケージデザインを変更してリニューアルされた。 | 185g缶は沖縄エリア限定。                                                                   |
| 贅沢ミルクコーヒー☆                                | *185g缶*500mlPET                              | 2024年3月発売。「ご褒美カフェオレ」より継承。2024年10月より185g缶を追加発売。 |                                                                                            |
| 贅沢クリーミーカフェ ゼロ☆                         | *280mlPET                                     | 「ジャパン クラフトマン ゼロ（現・THE ゼロ）」同様、「ミルクZEROブースト技術」を採用した糖類ゼロ・砂糖ゼロのラテ。加温販売も可能な温冷兼用仕様となる。2023年10月にブランドロゴ変更に伴いパッケージデザインを変更してリニューアルされた。 | 甘味料（アセスルファムK、スクラロース）使用                                                |
| 喫茶店の炭火焙煎風 微糖                            | *185g缶                                       | 2023年5月発売。当初はみちのく・北陸エリアのみの取扱いであったが後にエリアを拡大。 | 甘味料（アセスルファムK、スクラロース）使用                                                |
| ご褒美プレッソ                                     | *185g缶                                       | 2023年9月発売。商品のパッケージには「ご褒美PRESSO」と記載されている。 | 甘味料（アセスルファムK、スクラロース）使用                                                |
| THE キャラメルウィズバニラ                         | *440mlPET                                     | 2024年9月発売。 |                                                                                            |
| THE モカ                                           | *440mlPET                                     | 2024年11月発売。 |                                                                                            |
| ショット&ブレイク ブラック                         | *195mlPET                                     | 2021年7月発売。2023年3月にブランドロゴの変更に伴ってパッケージリニューアルを変更。その際、北海道・北陸のみのエリア限定発売となる。温冷兼用。 |                                                                                            |
| ショット&ブレイク 微糖                             | *195mlPET                                     | 2021年7月発売。2023年3月にブランドロゴの変更に伴ってパッケージリニューアルを変更。その際、北海道・北陸のみのエリア限定発売となる。温冷兼用。 | 甘味料（アセスルファムK、スクラロース）使用                                                |
| アイスコーヒー◎                                    | *280g缶                                       | 「アイスカフェオレ」同様、夏季限定販売ながら定番化している製品である。2017年に順次リニューアルされた際に「アイスコーヒー微糖」から改名され、パッケージデザインが差別化。2023年3月にリニューアルされ、ブランドロゴも変更された。なお、缶製品とペットボトル製品で原材料が異なり、それに伴って栄養成分表示も異なる。過去には500mlPET・一部特殊販路向けの280gスチール缶があった。 | 甘味料（アセスルファムK）使用                                                              |
| アイスカフェオレ☆◎                                 | *280g缶                                       | 夏季限定販売ながら定番化している製品である。2017年に順次リニューアルされた際にパッケージデザインが差別化（缶製品は水色基調、ペットボトル製品は白基調）。2023年3月にリニューアルされ、ブランドロゴも変更された。一部特殊販路向けの280gスチール缶がある。2020年3月より『牛乳22％』の表記が『国産牛乳使用』に変更された。過去には500mlPETがあった。 | 甘味料（アセスルファムK）使用                                                              |
| アイスココア◎（コ）                                | *260gボトル缶 *280g缶                         | 2016年3月に前年まで発売されていた「ココティーン 贅沢アイスココア」をリニューアルして「ジョージア」ブランドに移行。「ジョージア」ブランドのココア飲料は、1981年の「ジョージア ココアドリンク」および1991年の「ジョージアクラブ ココアドリンク」以来となる。2022年4月には260gボトル缶が追加された。2023年3月にリニューアルされ、ブランドロゴも変更された。一部特殊販路向けの280gスチール缶がある。 | 280gアルミ缶は沖縄限定。                                                                   |
| ミルクコーヒー（清）                               | *500mlPET                                     | 2008年9月発売。発売当初は全国で発売されていたが、2012年3月に使用する牛乳を100%北海道産切り替え、隠し味に食塩を加えた中身設計とし、ボトルを角形から円筒形に変えて、北海道限定製品となった。 2017年1月に新容量として247g缶を追加発売したが終売している。 |                                                                                            |
| バナナミルクコーヒー（清）                         | *270mlボトル缶 *500mlPET                      | 2023年3月発売。「ミルクコーヒー」のバナナフレーバー。北海道限定。 ボトル缶にはシリコーンが追加で含まれている。 |                                                                                            |
| メロンミルクコーヒー（清）                         | *500mlPET                                     | 2024年3月発売。「ミルクコーヒー」のメロンフレーバー。北海道限定。 |                                                                                            |

2023年版以前の旧ロゴ製品
| 製品名                    | 容器種  | 概要 | 補足                                                              |
| ------------------------- | ------- | --- | ----------------------------------------------------------------- |
| ザ・プレミアム カフェオレ | *185g缶 | 『最高のコクと香り』 - メーカー希望小売価格が他の「ジョージア」の185g缶に比べて高めに設定されている（税抜119円）。 | 発売開始時は全国発売であったが、2025年1月現在北海道のみの取扱い。 |

### 期間限定商品・終売商品(過去の商品)
毎年のように様々な新種類が発売される。オリジナル以外の現行商品もその中から誕生している。
同じ商品名でも全く味設計・パッケージの異なる製品も存在する。★は新たに終売が確認された商品となっている。

#### コーヒー以外
現在はすべて独自ブランドに移行した。
- 烏龍茶 （1985年発売）
- お茶 （緑茶、1988年発売）
- ココア
- ミルクティー
- レモンティー

#### コーヒー（五十音順）
- アーモンドカフェ（190g缶）
- アーモンドショコラカフェ（190g缶） - 「コーヒーにアーモンドの香ばしさとショコラの風味を加えました」
- アーモンドマキアート（190g缶）
- アーモンドミルクラテ（440mlPET）- 2023年7月発売。ジョージアで初となるファミリーマートのプライベートブランド「ファミマル」とのダブルブランド製品。ビタミンE（酢酸ビタミンE）を配合しており、栄養機能食品にもなっている。
- アイスエスプレッソ（410mlPET）『砂糖不使用 苦みスッキリ』
- アイスエスプレッソオレ（500mlPET）
- アイスカフェバニラ（190g缶）
- アイスショット（370mlボトル缶）『苦み、冴えわたる! アイス専用微糖』
- アイスブリーズ（185g缶）『シャキッと目覚めるアイス専用コーヒー』
- アイスモカレーチェ（280mlPET、280g缶） - 期間限定
- 秋珈琲（190g缶）（期間限定）
- アジアンスペシャル（190g缶、190gボトル缶）
- 明日があるさ（190g缶）
- 明日があるさ THE MOVIE（190g缶）
- アップビート 『元気アップビート』（185g缶）
- アドベンチャーシリーズ - 自動販売機限定
  - ブラジルブレンド（185g缶） - 2018年1月発売。シリーズ第1弾。一部特殊販路向けの185gスチール缶があった。
  - イタリアブレンド（185g缶、170g缶）『こだわりのコクと香り』 - 2018年9月発売。シリーズ第2弾。185g缶は沖縄エリア販売。
  - コロンビアブレンド（185g缶、170g缶）『深いコクとキレの後味』 - 2019年1月発売。シリーズ第3弾。185g缶はみちのくエリア販売。
- アフタヌーンオレ（500mlPET）
- 甘党宣言〜キャラメルコーヒー〜 『キャラメル風味のなめらかな甘さ』（190g缶）
- アメリカーノ ブラック（290mlボトル缶）『エスプレッソのコクがありながらも、味わいすっきりのブラック』 - セブン&アイ・ホールディングス限定品
- アメリカーノ ラテ（260mlボトル缶）『エスプレッソのコクがありながらも、すっきりとした甘さのラテ』 - セブン&アイ・ホールディングス限定品
- アメリカンコーヒー（250g缶）
- アメリカンブレンド（340g缶）
- アメリカンブラック（275gボトル缶）
- アロマビター（240mlPET）
- イパネマブレンド（190g缶）
- ヴィンテージ（185g缶） 『極まるコク、熟成豆ブレンド』
- ヴィンテージレーベル（180g缶、190g缶）
- ヴィンテージ バリスタチャンピオンブレンド（180gエレガンス缶、190gストレート缶、250g缶） 『進化した熟成コーヒーで、上出来ブレイク。』
- ヴィンテージ ダブルバリスタチャンピオン （190g缶）『妥協しない二人から生まれた新・熟成コーヒー』
- ウルトラ微糖 （185g缶）『おいしいヘルシー ウルトラ微糖』
- うれしい甘さのマイルドカフェオレ（410mlPET） 『砂糖不使用で甘すぎなく、カロリーオフ。』
- エアロプレッソ カフェラテ（265mlスリムボトル缶）『コクとキレの上質なコーヒーの味わい』 - セブン&アイ・ホールディングス限定、プライベートブランドの「セブンプレミアム」を兼ねていた。
- エアロプレッソ ブラック（265mlスリムボトル缶）『コクとキレの上質なコーヒーの味わい』 - セブン&アイ・ホールディングス限定、プライベートブランドの「セブンプレミアム」を兼ねていた。
- エクストラビター 「甘くない『超微糖』」（第1期・175g缶、185g缶、241g缶）
- エクストラビター 『甘くない超微糖』（第2期・260mlボトル缶） - セブン&アイ限定販売、第1期製品と同名ながら別物の製品
- エスプレッソ＆ミルク（170g缶、185g缶） - 2018年に全国発売、2019年春に終売となるが、同年11月頃に北陸エリアのみ販売再開。170g缶は北海道のみの販売。
- エスプレッソカフェ（190g缶） - 「カフェエスプレッソ」へ継承。
- エスプレッソカフェ微糖（410mlPET） - 『程よい甘さの「微糖エスプレッソ」』
- エスプレッソデミタス（160g缶） - 『ダブルエスプレッソにミルクを注いで』
- エスプレッソ ブラックス（275mlボトル缶） - 『いいものは、ちょっとずつ。』
- エスプレッソブレンドギフト（185g缶、210g缶）- 『心がほどけるまろやかさ』 自動販売機限定品
- エスプレッソマイルド（190g缶）
- エスプレッソラテ（190g缶） - 『イタリアの甘い香りの漂うカフェオレ』
- エッセンスドロップ（190g缶）『一滴を極めて、輝く。』
- エッセンスドロップ微糖（260mlボトル缶）『しっかり、味わい微糖』
- エッセンスドロップブラック（275mlボトル缶）『しっかり、味わいブラック』
- エミナージュ（160g缶） - 「エミナージュレギュラー」へ継承。
- エミナージュビター（160g缶）
- エミナージュレギュラー（160g缶）
- エメラルドマウンテン プレミアム（160g缶）『すべての働く男にプレミアムな味わいを。』 - 「エメラルドマウンテンブレンド」の発売20周年を記念した数量限定品。
- エメラルドマウンテンブレンド プレミアム（260mlボトル缶）『100%高級豆使用の深み×甘み』 - 2019年9月発売。「エメラルドマウンテンブレンド」の発売25周年を記念した製品で、使用する豆をFNC認定のエメラルドマウンテン豆とブラジルの輸出規格で最高等級の「ブラジルNo.2」のみとし、「香る」シリーズに採用されている「挽きたてアロマ製法」と「バリスタハンド製法」を採用。
- エメラルドマウンテンブレンド アイスブラック（410mlボトル缶）『豆がスッキリ香るエメマンアイスブラック』
- エメラルドマウンテンブレンド アドバンス（155g缶、185g缶、280mlPET）『未来を味わえ。冴え渡るクリアテイスト』
- エメラルドマウンテンブレンドカフェオレ（170g缶、185g缶、200mlPET）『ミルクの甘さ、ほどよい苦み 絶妙なバランス』 - 発売当初は全国で発売されていたが、後に北海道などの一部地域限定での発売に移行されていた。
- エメラルドマウンテンブレンド キレの微糖（170g缶、190g缶、247g缶、280mlPET）『スッキリした後味 キレの微糖』 - 「エメラルドマウンテンブレンド 至福の微糖」へ継承
- エメラルドマウンテンブレンド クリアブラック（410mlボトル缶）『シャープな苦み、クリアな後味』
- エメラルドマウンテンブレンド 上質なカフェオレ（410mlPET）『コーヒーとミルクの上質な味わい』
- エメラルドマウンテンブレンド デイリーオリゴ ブラック（280ml缶） - 「ジョージア」初の特定保健用食品。
- エメラルドマウンテンブレンド微糖（155g缶、170g缶、190g缶、247g缶）『甘さスッキリの微糖』 - 「エメラルドマウンテンブレンド キレの微糖」へ継承
- エメラルドマウンテンブレンドブラック（160g缶、170g缶、185g缶、210g缶、241g缶、275mlボトル缶、280mlPET）『後味スッキリ 冴えるキレ』 - 170g缶、185g缶は「ディープブラック」へ継承
- エメラルドマウンテンブレンドブラック クオリティアロマ（275mlボトル缶）『エメラルドマウンテン豆のアロマ香る、上出来ブラック。』
- エメラルドマウンテンブレンドブラック 黒澄（くろすみ）（275mlボトル缶）『香り 澄みきる』
- エメラルドマウンテンブレンドブラック 黒澄（くろすみ）ホット（275mlボトル缶）
- エメラルドマウンテンブレンドホットブラック（275mlボトル缶）- HOT専用商品
- エメラルドマウンテンブレンドホットカフェオレ（280mlPET） - HOT専用商品
- エリアブレンド（190g缶）（関東、関西、北国、南国）
- エンブレムカフェオレ（190g缶）『甘くないのにコク深い』- セブン-イレブン限定販売。2003年11月発売開始。砂糖・人工甘味料不使用のカフェオレ。「脱酸素いれたてパック製法」を採用。2011年5月に「エンブレム深煎りカフェオレ」にリニューアルしたが、翌年5月に元の製品名に戻る。無菌充填方式で缶コーヒーを生産する工場が国内になくなったため2016年販売終了。
- エンブレムブラック（190g缶→185g缶） 『100%高級豆使用』 - 1999年発売、当初はコカ・コーラウエストジャパン（当時は旧北九州と旧山陽）と四国のみの発売。2000年にジョージアから独立した「エンブレム」ブランドで全国発売するも、2001年再度ジョージアブランドに合流。「脱酸素入れたてパック製法」を採用。無菌充填方式で缶コーヒーを生産する工場が国内になくなったため2016年販売終了。
- エンブレムマイルド（190g缶） - セブン-イレブン限定販売。ミルク13％使用。ミルク分を23％に増量し「エンブレムカフェオレ」にリニューアル。
- エンブレム深煎りカフェオレ（190g缶）『甘くないのにコク深い』- セブン-イレブン限定販売。2011年5月に「エンブレムカフェオレ」よりリニューアルしたが、翌年5月に元の製品名に戻る。
- 大人のショコララテ（280ml温冷兼用PET）『厳選チョコレート素材使用』 - コーヒー飲料規格。JR東日本リテールネットとの共同開発品で、JR東日本エリアのNewDays、NewDays KIOSK及びエキナカ自動販売機acure限定で発売されていた。
- 驚きのZERO（185g缶）『糖類ゼロ 味への妥協ゼロ』- 2010年1月発売。甘味料のほか、牛乳と合わせて豆乳も使用している。
- オフスイッチ（185g缶）『リラックスに…』 - ローソン限定販売
- オリジナルライト（190g缶） - 1999年7月発売。
- オンスイッチ（185g缶）『リスタートに!』 - ローソン限定販売
- カウンターショット「勝負前に気合いを入れたい時に」「苦みと刺激のクロスカウンター」（190g缶）
- 薫るエスプレッソ（190g缶）『華やかにアロマが広がる、ミルク入りエスプレッソ』
- 薫仕立て（190g缶）
- 香るカフェラテ（260mlボトル缶、370mlボトル缶）『深煎りエスプレッソとミルクの風味』
- 香るブレンド（270mlボトル缶、370mlボトル缶）『風味豊かな甘さひかえめのコーヒー』
- 輝く微糖（260mlボトル缶）『輝くあなたに、輝く微糖。』
- 香（かぐわ）しエスプレッソ（185g缶）『アロマ立ち上がる、ミルク入りエスプレッソ』
- 頑（かたくな）（185g缶）『ガツンとくる旨み!』
- カフェ 甘さひかえめ（410mlPET） - 「カフェ ボトルコーヒー 甘さひかえめ」の中容量スリムペットボトル仕様。
- カフェアマーロ（190gボトル缶）
- カフェアロマリアージュ（190g缶）『複数の深煎り豆のアロマが織りなすマリアージュ』
- カフェエスプレッソ（180g缶）『エスプレッソとミルクの贅沢な味わい』
- カフェクレム（190g缶）『生クリーム薫るエスプレッソとの上出来な出会い。』
- カフェ コーヒーバッグ 芳醇な香りのマイルドブレンド（8パック）『豆から淹れるコーヒーバッグ』 - コーヒー豆をメッシュのバッグに封入したレギュラーコーヒー製品。
- カフェ コーヒーバッグ 豊かなコクの深煎りブレンド（8パック）『豆から淹れるコーヒーバッグ』 - コーヒー豆をメッシュのバッグに封入したレギュラーコーヒー製品。
- カフェ ショコラ（160g缶） 『カカオたっぷり。とろけるような味わい。』※コカ・コーラの製品情報サイトに掲載中
- カフェドメープルバニラ（190g缶）（期間限定）
- カフェ 無糖（410mlPET） - 「カフェ ボトルコーヒー 無糖」の中容量スリムペットボトル仕様。
- カフェレーチェ（280mlPET）
- カフェレーチェ　クオリティミルク（280ml加温PET）
- カフェレーチェ　クオリティラッテ（190g缶、280ml加温PET）
- カフェラッテ（280mlPET、280g缶）『北海道産生クリーム使用』 - まろやかミルクのカフェラッテへ継承。
- カプチーノコーヒー
- カプレーチェ（280mlPET）
- ギア アイスアメリカーノ（450mlPET） 『コクがあるのに後味すっきりアイスコーヒー』
- ギア アイスコーヒー（450mlPET） - 夏季限定製品
- ギア カフェオレ（450mlPET） - 秋季〜春季限定製品、「ギア ほどよい甘さのカフェオレ」へ継承。
- ギア 微糖トリプルエスプレッソブレンド（450mlPET） 『微糖エスプレッソ 甘さひかえめ』
- ギア ほどよい甘さのカフェオレ（450mlPET）　『持ち運びやすいWグリップ どこでも「リラックス」』
- ギア ブラック（450mlPET） 『握りやすいドライブ専用コーヒー』「ギア 後味爽快ブラック」へ継承。
- ギア 後味爽快ブラック（450mlPET）
- キックオフ（190g缶） - JR東日本グループ店舗（エキナカ）限定販売
- 気分は、ジョージア（190g缶）（米倉涼子・矢田亜希子・佐藤江梨子の計3種類のデザイン。）
- GABA 「ストレス社会で闘うあなたに。」（280mlPET） -  江崎グリコとのコラボレーションによる製品
- キャラメルアフォガート ラテ（195mlPET）- 2023年3月発売。コールド専用。甘味料（アセスルファムK、スクラロース）使用。
- キャラメルマキアート（190g缶）- 2002年10月発売。期間限定。四国のみ2003年2月に同容量のおいしさトライ缶を発売。
- 九州リミテッド（190g缶） - 2003年発売。九州エリア限定販売。
  - 加糖ブラック - 原材料の並びはマックスコーヒーと同じ。
  - 練乳ミックス - 原材料の並びはスペシャルサマー2002と同じ。
- 牛乳使用カフェオレ（190g、280g缶） - 280g缶は沖縄コカ・コーラボトリング限定であったが終売
- クオリティラッテ（190g缶、280mlPET）
- くつろぎのひと息（190g缶） 『深い味わい、立ち上がるアロマ』
- クラッシュ「粉砕おいしさしぼり」（190g缶）
- クラフトマンコーヒー『コーヒー鑑定士監修 深みの二層抽出』 - ローソン限定販売
  - 微糖（185g缶）
  - ブレンド（185g缶）
  - ブラック（290mlボトル缶）
- グランデ（190g缶）『厳選ブラジル豆のうまみぎっしり』 - 2005年9月発売。生産終了後、2010年11月に「メガヒット復刻缶」として限定発売。その後2012年10月にみちのくコカ・コーラボトリング設立50周年記念限定商品として2度目の復活[注 3]。
- ★グラン 微糖（160g缶、170g缶、185g缶(MP)、243g缶） - 2018年9月発売。170g缶・243g缶は自動販売機専売。一部特殊販路向けの185gスチール缶があった。2022年2月にパッケージリニューアル。甘味料（アセスルファムK、スクラロース）使用。2024年5月に「ゴールデンドリップ 微糖」へ継承して終売。
- クリアテイスト（190g缶）- 1996年発売。
- クリアビター（350mlPET）- 2000年5月発売。甘味料不使用の微糖ブラックタイプ。
- クリアビター（190gボトル缶）- 2004年6月発売。コロンビア豆100％使用。エリスリトール、アセスルファムK、スクラロースを使用した微糖タイプ。
- クリアブレンド（185g缶）-2023年1月発売。甘味料（アセスルファムK、スクラロース）使用。
- クリーミーデミラックス（160g缶）『4種類焙煎&クリーム仕立て』 - サークルKサンクス限定販売
- グリーンプラネット（190g缶）『地球にやさしいコーヒー』 - ローソン限定販売
- グリーンプラネットカフェオレ（500mlPET）『地球にやさしいカフェオレ』 - ローソン限定販売
- クロス 和-STYLE（190g缶）- 2011年11月発売。『ちょっと違うと、かなりイイ。』 - 宇治抹茶入りコーヒー。
- クロス UK-STYLE（190g缶）- 2012年5月発売。『コーヒーにちょっと紅茶』 - 紅茶入りコーヒー。
- 黒豆カフェラッテ（280mlPET）
- 黒豆珈琲（280mlPET、1000mlPET） - 280mlPETは「お試しサイズ」表記。
- ケイズ ブレイク - 2014年10月発売。サークルK、サンクス限定販売。当初は「ケーズブレイク」表記であったが、2015年のリニューアル時に『ケイズ ブレイク』に変更された。
  - ブレンド（185g缶）『深いコクとなめらかな口当たり』-原材料と栄養成分表示は2012年発売の「でら!珈琲 二代目」と同じ。
  - 微糖（185g缶）『深いコクとすっきりした後味』
- 厳選味わいラテ（280mlPET）『コーヒーとミルクの深いコク』
- 厳選素材のデカフェ・オレ（410mlPET）『カラダにやさしくておいしいカフェオレ』 - コーヒー入り清涼飲料規格、「やさしいデカフェ・オレ」へ継承。
- コーヒークーラー(500mlPET) - 砂糖・ミルク不使用、カロリーゼロ設計で甘味料・ミントエキス入り
- コーヒーゼリー（260mlボトル缶）『自分好みのプルプル食感に!』 - コーヒー入り清涼飲料規格。ゼリータイプのため、飲用前に5回以上振る必要がある。
- コーヒー ティー ブラック（440mlPET）『紅茶花伝の厳選素材 華やかな香りと豊かなコク』 - セブン&アイ・ホールディングス限定で、プライベートブランドの「セブンプレミアム」を兼ねていた。
- コーヒー ティー ラテ（440mlPET）『紅茶花伝の厳選素材 華やかな香りと豊かなコク』 - コーヒー飲料規格。セブン&アイ・ホールディングス限定で、プライベートブランドの「セブンプレミアム」を兼ねていた。
- コーヒーハンター(190g缶) 『ハンターだけのとっておき』 - 2008年5月発売。インドネシアフローレス島のフローレスブリーズ豆を使用。
- コールドブリュー カフェラテ（265mlボトル缶）『コーヒーの新しい波が来た』
- コールドブリュー ブラック（265mlボトル缶）『コーヒーの新しい波が来た』
- コクのあるカフェオレ(190g缶) - 『しっかり味でリラックスできる、コクのあるカフェオレ』
- ご褒美カフェオレ（500mlPET、410mlPET）- 2018年3月発売。2020年3月頃よりミルクソースが省かれる替わりに全粉乳と脱脂粉乳を加える仕様変更が行われ、2022年2月に「GEORGIA」ロゴを大きくし、「リサイクルしてね」ロゴを表記したパッケージに変更。2023年3月にブランドロゴの変更に伴ってパッケージリニューアルされた。2024年3月に「贅沢ミルクコーヒー」に継承。
- ご褒美ブレイク（190g缶、250g缶） - 『甘い午後を。』
- ご褒美ブレイク とろけるカフェオレ（190g缶、450mlPET） - 『とろけるミルクで、甘いひととき』
- ご褒美ラウンジ（185g缶）『ほろ苦く薫り広がるプレミアムコーヒー』
- コロンビアセレクト（250g缶） - 250gでコーヒー規格。のちに発売される「NAGANO WINTER SELECT(赤)」「スペシャル2000」「気分はジョージア缶」と中身は同じ。
- 冴珈琲（190g缶） 「カフェインのきいた、キレのある味わい」 -  パッケージでは他製品と違いGEORGIAのロゴが横に配置されている
- ザ・沖縄ブラック（250g缶）沖縄限定発売。ゼロカロリー設計の甘味料使用ブラックコーヒー。
- ザ・コロンビア（190g缶）ジョージアで初めて、アセスルファムKを使用した微糖コーヒー。
- サザンブレンド（190g缶）（季節限定）
- ザ・セレクト（185g缶）『ブラジル産高級豆100%使用』
- ザ・プレミアム（185g缶）『香り豊かに、コク深く』 - メーカー希望小売価格が他の「ジョージア」の185g缶に比べて高めに設定されていた（税抜119円）。
- ザ・プレミアム スペシャルエディション（170g缶）『最高にリッチな味わい』 - デミタスサイズで、メーカー希望小売価格は他の「ジョージア」の185g缶に比べて高めに設定されていた（税抜119円）。
- ザ・プレミアム 微糖（260mlボトル缶）『最高のコクと香り』
- ザ・プレミアム ブラック（170g缶）『最高の深み』（自動販売機限定）
- THE コーヒー with ミルク（440mlPET）- 2024年2月発売。砂糖・甘味料不使用。
- THE ブリュー アイスコーヒー（500mlPET）- 2024年6月発売。加糖ブラックタイプ。
- THE ラテ シャインマスカット（440mlPET）- 2023年9月発売。一連のジョージアシリーズの製品としては異色のフルーツ系フレーバー入りのカフェラテであり、原材料の一部に長野県産シャインマスカットエキスを使用している。
- 猿田彦珈琲監修のコーヒーベース 甘さひかえめ（340mlPET） - 2018年4月発売。牛乳で割って飲む「ジョージア」初の希釈用（6倍濃縮タイプ）。甘味料（アセスルファムK）使用。2019年4月のパッケージデザインのリニューアルに伴い、「ヨーロピアン 猿田彦珈琲監修のコーヒーベース 甘さひかえめ」から製品名が変更された。2023年5月にコスタコーヒーからコーヒーベースが発売されたことにより販売終了。
- 猿田彦珈琲監修のコーヒーベース 抹茶の香り（340mlPET）『専門店のようなラテを、おうちでつくろう。』 - コーヒー飲料規格。牛乳で割って飲む希釈用（6倍濃縮タイプ）。
- 猿田彦珈琲監修のコーヒーベース 無糖（340mlPET） - 2018年4月発売。牛乳で割って飲む「ジョージア」初の希釈用（6倍濃縮タイプ）。2019年4月のパッケージデザインのリニューアルに伴い、「ヨーロピアン 猿田彦珈琲監修のコーヒーベース 無糖」から製品名が変更された。 甘さひかえめタイプ同様、2023年5月にコスタコーヒーからコーヒーベースが発売されたことにより販売終了。
- 猿田彦珈琲監修の蜂蜜のラテ（345ml加温PET、440ml加温PET）『絶妙なバランスの本格派アレンジラテ』 - コーヒー飲料規格。ファミリーマート限定品で、2019年10月のリニューアル時に内容量が増量された。
- ザ・ロイヤル（190g缶）
- サンシャインバニラ（190g缶）『春のデザートギフトコーヒーをどうぞ。』
- シーズンズベストシリーズ（190g缶）（初荷豆使用・数量限定） - 2007年第1弾から第4弾、および2008年第1弾まで発売された。2008年第2弾に相当するものが「コーヒーハンター」である。
  - 第1弾　コロンビアジャスミン　　「FNC認定 コロンビアジャスミン使用」
  - 第2弾　ベトナムブラウンパール　「タンロイ農園指定 ベトナムブラウンパール使用」
  - 第3弾　ロイヤルキリマンジャロ　「TCB認証 ロイヤルキリマンジャロ使用」
  - 第4弾　カリビアンジュエル　　　「SCACR認証 カリビアンジュエル使用」
- GT Great Taste （185g缶） - 2015年1月発売。ブラジル産高級豆のみを使用したレギュラータイプ。発売当初は東海地方を中心としたトヨタグループのオフィスや関連施設内の自販機・売店のみの取り扱いであったが、東海市の施設など一部の屋内自販機でも販売されるようになった。
- G from GEORGIAシリーズ - コーヒーのライトユーザー向けに2009年より発売を開始したブランド。自販機専用品のため缶にバーコードが印刷されていない。
  - カフェオレ（190g缶）発売開始当初はバーコード相当部分が白塗りだった。その後バーコード相当部分が全くないデザインに変更。
  - ブレンドコーヒー（190g缶）発売開始当初はバーコード相当部分が白塗りだった。その後バーコード相当部分が全くないデザインに変更。
  - ブラック（185g缶） 2009年10月販売開始。他2種より遅れて販売開始したため、もともとバーコード相当部分が全くないデザイン。「コーヒー」規格。
- 塩キャラメルコーヒー（160g缶）『キャラメル風味とほんのり塩味』
- シティロースト（190g缶）
- シャキーン!（185g缶）『ブドウ糖で一気に仕事モードへ』
- ジャパン クラフトマン 砂糖不使用ラテ（440mlPET）『カロリーひかえめ、すっきりしたコク』 - コーヒー飲料規格。甘味料（アセスルファムK、スクラロース）使用。
- ジャパン クラフトマン ダークモカ（440mlPET）『甘すぎないビターな味わい、ガーナ産カカオのエキス入り』 - コーヒー飲料規格。発売当初、キャップは濃い緑色であったが、2021年頃には白色キャップに変更し、北海道のみの取り扱いとなった。
- ジャパン クラフトマン ホワイトモカ（440mlPET）- 2022年6月発売。水出しコーヒーを20%使用し、ホワイトチョコレートを加えたフレーバー。 甘味料（アセスルファムK）使用。
- ジャパン クラフトマン マロンラテ（440mlPET）『マロンのやさしい「甘い香り」』 - コーヒー飲料規格。国産栗エキスを使用した期間限定フレーバー。
- シャープンアップ（185g缶）『ほんのり甘いゼロカロリー。』
- ジョージアン応援缶（トリノ冬季五輪出場選手応援キャンペーンのパッケージ。上村愛子・安藤美姫・岡崎朋美のそれぞれと、この3人の集合の計4種類のデザイン。）
- ショット&ブレイク コーヒー・オレ（195mlPET）『コーヒー&ミルクの凝縮したコク』 - コーヒー飲料規格。
- シングルビーン （190g缶）「有機JAS認証コーヒー豆使用」 - ファミリーマート限定発売
- スイーツシリーズ・ホワイトショコラ（190gボトル缶）
- ステータス セミスイート
- ステータス ブラック（190g缶）- 1999年発売。当時エンブレムブラックを販売していた山陽・北九州エリアでは未発売。
- ストレートで飲むとおいしいコーヒー（900mlPET）
- スペシャル2000（190g缶）- 期間限定製品。中身は1993年発売の「コロンビアセレクト」。
- スペシャル2000サマー（190g缶）- 期間限定製品。中身は1996年発売の「クリアテイスト」。
- スペシャル2001（190g缶）- 期間限定製品。
- スペシャルサマー2002（280g缶）- 期間限定製品。加糖ブラック。
- スムースカフェプレミアム（1LPET）『甘さ控えめ 高級豆が香るコーヒー』
- 贅沢エスプレッソ（160g缶、190g缶）『ちょっぴり贅沢なひと時に。』 - 発売開始当初は全国で販売されたが、その後、北海道のみで且つ190g缶のみの取り扱いであった。
- 贅沢エスプレッソ ダブルクリーム（190g缶）『生クリーム使用量2倍 一段と贅沢に』
- 贅沢エスプレッソ ゴールド（160g缶、190g缶）『贅沢、ひとりじめ。高級エスプレッソ使用』
- 贅沢カフェラテ（280g缶、280mlPET）まろやかなミルク感としっかりしたコーヒーの香り』 - 「贅沢ミルクのカフォオレ」へ継承
- 贅沢チルド カフェラテ（2008年5月発売）『熟成豆+牛乳の上出来カフェラテ』（関東エリアのコンビニエンスストア限定発売 2007年、新ブランド「パティシオーレ」として参入したチルドカップ市場に、RTDコーヒーでは揺るぎない地位を築いているジョージアブランドで再参入した。ただし、エリア・販売チャネル限定のテスト販売というスタンス）
- 贅沢生クリームのカフェオレ（410mlPET、500mlPET）『とろ～り、まったり。』
- 贅沢ホットカフェラテ（280ml加温PET）『まろやかなミルク感としっかりしたコーヒーの香り』 - コーヒー飲料規格、「贅沢ミルクのカフェオレ ホット」へ継承
- 贅沢ミルクのカフェオレ（345ml加温PET）　『国産牛乳100%使用』 - 280mlPETと商品名が同じだが、こちらは後述の「贅沢ミルクのホットなカフェオレ」からリニューアル・改名し、内容量を増量したもの（280ml→345ml）。
- ★贅沢ミルクのカフェオレ ホット（280ml加温PET） - 2019年9月発売。「贅沢ミルクのカフェオレ」のホット仕様。コーヒー飲料規格。温冷兼用仕様の「贅沢ミルクのカフェオレ」280mlPETへ統合。
- 贅沢ミルクのホットなカフェラッテ（280ml加温PET）『ミルクと生クリームの、贅沢カフェオレ』
- セブンマウンテン BLACK (290mlボトル缶)『7段階の深度で焙煎したコーヒー豆をブレンド』- 2018年10月発売。セブン&アイ・ホールディングス限定で、プライベートブランドの「セブンプレミアム」を兼ねていた。2020年頃から手売りでの取扱いがなくなり、イトーヨーカドー併設の自販機のみの販売になった。
- セブンマウンテン 微糖（185g缶・260mlボトル缶）『7段階の深度で焙煎したコーヒー豆をブレンド』- 2018年10月に185g缶発売。セブン&アイ・ホールディングス限定で、プライベートブランドの「セブンプレミアム」を兼ねていた。2019年10月からボトル缶を発売。
- セブンマウンテン カフェオレ（185g缶）『7段階の深度で焙煎したコーヒー豆をブレンド』 - 2018年10月発売。コーヒー飲料規格。セブン&アイ・ホールディングス限定で、プライベートブランドの「セブンプレミアム」を兼ねていた。2019年10月以降は手売りでの取扱が無くなり、イトーヨーカドー併設の自動販売機のみで継続販売されていた。
- セブンマウンテン ブレンド（270mlボトル缶）『7段階の深度で焙煎したコーヒー豆をブレンド』 - セブン&アイ・ホールディングス限定で、プライベートブランドの「セブンプレミアム」を兼ねていた。
- ゼリーコーヒー（180g缶、190gボトル缶）『大人のおやつ。シェイクして、上出来ブレイク。』 - コーヒー飲料規格。
- 戦国時代の武将シリーズ（190g缶）『戦国武将が全10人、限定デザイン缶で新登場。』 - 数量限定品、販売チャネルもCVSのみ。
- ソイラッテ（280mlPET）
- ゾット（190g缶）
- ゾットブラック（190g缶）
- ソフトコーヒー（リターナブル瓶製品。北陸コカ・コーラボトリングで販売されていた）
- ダークゼロ（185g缶）『ミルクのコク・砂糖ゼロ』
- ダブルストレートホット（275gボトル缶）
- ダブルドリップ（190g缶）
- ツインハーモニー（190g缶） - 1999年3月発売。
- つぎいってみよー!（190g缶）（藤原紀香・加藤あい・佐藤江梨子の3人の衣装2種類ずつ合計6種類のデザイン。）
- テイスト オブ カカオ（185g缶）『豊かなカカオのコク』 - プレミアムチョコレートブランド「ゴディバ」とのコラボレーション製品。コーヒー飲料規格。メーカー希望小売価格が通常の「ジョージア」の185g缶よりも高めに設定されていた（消費税別 167円）。
- ディープインパクト（185g缶）『そのコーヒーは、強い。』
- ディープブラック（170g缶、185g缶）『クリアなコクが気持ちを切り替える』 - 170g缶は自動販売機限定。「ブラック」へ継承。
- ディーププレッソ （190g缶）「コク深」
- デイリーオリゴブラック（280mlボトル缶）『脂肪の吸収を抑える 体脂肪が気になる方に』 - 脂肪の吸収を抑えるコーヒー豆マンノオリゴ糖を配合した特定保健用食品
- デイリーカフェ（190g缶）（オリゴ糖入り）
- デミタスON「濃さと苦味で気持ちをON!」（155g缶）
- デミタス微糖（170g缶）- 2018年4月発売。微糖タイプ。自販機限定品。2021年に「アルミ」の識別マークを小さくし、「リサイクルしてね」ロゴを導入する仕様変更が行われた。北東北エリア専売のデミタスとは別製品。
- デミタスリッチ（160g缶）- 2004年3月発売。マンデリン豆100％使用。
- でら!珈琲（185g缶）2010年11月発売。CCCJ(旧中京)エリア限定。原材料・栄養成分表示は2010年1月発売の「驚きのZERO」と全く同じ。
- でら!珈琲 二代目（190g缶）2012年11月発売。CCCJ(旧中京)エリア限定。
- でら!珈琲 ほんのり甘いブラック（275mlボトル缶）CCCJ(旧中京)エリア限定。加糖タイプのブラックコーヒー。
- ドラフト（190g缶）「コク×旨み スロー焙煎丸ごと搾りコーヒー入り」
- トリプルスター プレミアム（190g缶）『高級豆100%使用。数量限定で、うまさ三ツ星級。』 - ローソン限定販売
- NAGANO WINTER SELECT コロンビアセレクト（160g缶、190g缶） - 長野オリンピック開催記念製品。
- NAGANO WINTER SELECT プレミアムミルクテイスト（190g缶） - 長野オリンピック開催記念製品。
- なめらかエスプレッソ（170g缶）『薫り高いエスプレッソ × 国産ミルク20%使用』 - 2017年5月発売、2018年4月リニューアル。みちのくエリア限定。2019年4月にデミタス（北東北限定）に移行。
- 2020 VICTORY 微糖（185g缶）『コク深い豆本来の味わいに、適度な甘さですっきりとした後味』 - 東京2020オリンピックのマークをあしらったデザイン缶（青）。
- 2020 VICTORY ブレンド（185g缶）『コク深い豆本来の味わいに、適度な甘さですっきりとした後味』 - 東京2020オリンピックのマークをあしらったデザイン缶（赤）。
- ニュータイプ（170g缶、185g缶）『シャープな味わいで冴えわたる微糖コーヒー』 - 『機動戦士ガンダム』40周年を記念したオリジナル・コラボレーション製品。自動販売機限定。微糖タイプ。パッケージは2パターン（アムロ・レイとセイラ・マス、ララァ・スンとシャア・アズナブルが裏表にデザインされている）。170g缶はCCBJIエリア、185g缶は北海道・みちのく・北陸・沖縄エリアでそれぞれ発売されていた。
- ハイブレンド（190g缶）- 北陸・富士エリア等で販売されていた。
- バニラクリーミーカフェ（190g缶）
- ハワイアン アイスブリーズ（185g缶）『甘さ超スッキリ! アイス専用コーヒー』
- ピスタチオ ラテ（280mlPET）- 2023年5月発売。
- ビターショコラ ラテ（195mlPET）- 2023年3月発売。コールド専用。
- ビタースタイル（190g缶）「糖質40%OFF おいしく上手に」
- ビタードライ（185g缶）『こだわりのコクとキレ』2022年8月発売。北海道、みちのく、北陸エリア限定。甘さ控えめ・微糖タイプ（糖類60%オフ）。
- ビターリフレッシュ（190g缶）『夏は砂糖ゼロの、爽快ビター!』- 2009年10月以降の製造・出荷分からは冬季用のラベルデザインに変更されていた。
- ビターロースト（190g缶）
- ビッグオリジナル（500mlPET）（期間限定）
- 微糖の頂き（170g缶）『粗びきの力強いコク』
- ファインビター（190g缶）
- ファイブブレンド（190g缶）
- ファーマーズチョイス カフェオレ（185g缶）『ジョージア指定農園豆使用 季節ごとの味わい』 - セブン&アイ・ホールディングス限定、プライベートブランドの「セブンプレミアム」を兼ねていた。
- ファーマーズチョイス 微糖（185g缶）『ジョージア指定農園豆使用 季節ごとの味わい』 - セブン&アイ・ホールディングス限定、プライベートブランドの「セブンプレミアム」を兼ねていた。
- ファーマーズチョイス ブラック（290mlボトル缶、400mlボトル缶）『ジョージア指定農園豆使用 季節ごとの味わい』 - セブン&アイ・ホールディングス限定、プライベートブランドの「セブンプレミアム」を兼ねていた。
- ファーマーズチョイス ブレンド（185g缶）『ジョージア指定農園豆使用 季節ごとの味わい』 - セブン&アイ・ホールディングス限定、プライベートブランドの「セブンプレミアム」を兼ねていた。
- ファイブ（170g缶、185g缶）『5ヵ国の豆×5段階の焙煎』 - 170g缶はCCBJエリアの自販機限定、他地域の自販機では185g缶となる。また、パッケージ正面にカラーのオリンピックエンブレムが施された「オリンピックマーク入りデザイン缶」仕様となる。
- 深煎りビターラテ（500mlPET）『エスプレッソの深みとミルクのコク』 - コーヒー飲料規格
- 深煎りブラック（185g缶）- 2009年版は北日本（北海道・みちのく・仙台・北陸）限定、2010年版は北海道と北陸限定。
- ブースト（243g缶）『NEWアガるラテ誕生。』 - ビタミンB6とアルギニンを配合したロング缶仕様のカフェラテ。コーヒー飲料規格。
- ぶち (185g缶）『甘味しっかり、ぶちウマッ!』ウエスト(旧山陽)エリア限定。2013年11月発売。中国地方限定。深煎りのブラジル産豆にミルク、砂糖、甘味料も使用したレギュラータイプ。
- 冬珈琲（190g缶）
- 冬の朝のホットなエスプレッソ（280mlペット）『ホットで立ち上がるエスプレッソの香り、微糖仕上げ。』
- フライハーネス（190g缶）- 2006年11月発売。
- プライベートリザーブ カフェオレ（185g缶）『熟成豆のコク、程よいミルクと甘み』 - 「コーヒー飲料」規格。セブン&アイ・ホールディングス限定、プライベートブランドの「セブンプレミアム」を兼ねていた。
- プライベートリザーブ 微糖（185g缶）『熟成豆のコク、さらに豊かに』 - セブン&アイ・ホールディングス限定、プライベートブランドの「セブンプレミアム」を兼ねていた。
- プライベートリザーブ ブラック（290mlボトル缶、400mlボトル缶）『熟成豆の豊かなコクと香り』 - セブン&アイ・ホールディングス限定、プライベートブランドの「セブンプレミアム」を兼ねていた。
- プライベートリザーブ ブラック ホット専用（290mlボトル缶）『熟成豆の豊かなコクと香り』 - セブン&アイ・ホールディングス限定、プライベートブランドの「セブンプレミアム」を兼ねていた。
- プライベートリザーブ ブレンド（185g缶）『熟成豆のコク、マイルドな味わい』 - セブン&アイ・ホールディングス限定、プライベートブランドの「セブンプレミアム」を兼ねていた。
- プラズマ乳酸菌 免疫ケア（280mlPET）- 2023年3月発売。キリンホールディングスが開発したプラズマ乳酸菌を機能性関与成分として配合したブランド初の機能性表示食品。北海道のみの取扱いだった。
- プラチナ微糖（190g缶）- 2010年12月発売。脱酸素いれたてパック製法を使用した微糖タイプ。CCWJと日本コカ・コーラの共同開発商品。
- ★ブラック（170g缶、185g缶、241g缶） - 2022年2月発売。170g缶・241g缶は自動販売機専売。「プラチナムブラック」へ継承。
- プラチナブレンド（190g缶）（希望小売価格130円）
- ブラックコーヒー
- ふるさと輝き微糖（185g缶）『すっきりとしたミルクとコーヒーの絶妙なバランス』 - 2017年7月発売。北陸・長野エリア限定発売。中煎りの中南米産のアラビカ豆を中心にブレンドした微糖タイプ。パッケージは4種類が設定されており、売り上げの一部が各県の対象事業へ寄付される。甘味料（アセスルファムK、スクラロース）使用。
- フルショット カフェラテ（190g缶）『味わい、濃厚』 - 乳飲料規格
- フルーティーカフェ（500mlPET）- 2024年4月発売。コーヒー入り清涼飲料規格。りんご・レモン・ぶどう果汁とパイナップルエキスを使用した新感覚のフルーティーコーヒー。
- プレシャステイスト（190g缶）「マンデリン豆×コロンビアスプレモ豆」
- プレシャスラッテ（180g缶）『カフェインレス コーヒー豆100%』 - ファミリーマート限定発売。発売当初は「コーヒー入り清涼飲料」規格だったが、2009年12月のリニューアル時に「乳飲料」規格に変更。
- プレミアムセレクトコーヒー
- プレミアムドリップラテ（280mlPET） 『まろやかなミルクのコク』 - 2019年6月発売。広口仕様のペットボトル入りラテ。コーヒー規格。北陸エリア先行発売、となっていたが他ボトラーで発売されることはなくそのまま終売。
- プレミアムブレンド（190g缶:1992年） - 全国発売品は水色地に白文字で「甘さひかえめ」表記であるが、地色が異なる「甘さひかえめ」と水色の「微糖」表記の製品が三笠エリアでテスト販売された。
- プレミアムブレンド（160g缶:2000年）
- プレミアムブレンド（185g缶:2013-2015年) 『エスプレッソと生クリームの贅沢な味わい』 - 2013年9月発売。「ヨーロピアン プレミアムブレンド」として発売開始。2014年4月にヨーロピアンシリーズから離脱し、改名。
- プレミアムミルクテイスト（190g缶:1994年）
- フレンチカフェ（280g缶）
- ブレンドコーヒー（190g缶） - 牛乳を加え「ザ・ブレンド」に継承したが、四国のみ5年間併売。
- プロ野球オールスターズシリーズ（190g缶） 『プロ野球の歴史を彩る各年代のスタープレーヤー勢ぞろい!』※数量限定品
- ふんわりミルクのカフェオーレ（190g缶）　『やさしい甘さとミルクの味わい』
- ヘーゼルナッツ＆モカ（190g缶）
- 芳醇エスプレッソ（190g缶）『香りつづけるアロマと深いコクのエスプレッソ』
- ほろにがアイスコーヒー（500mlPET）　『夏にシャキッとしたい時におすすめ』
- マイコーヒー（250g缶）CCCJ（神奈川県・静岡県）エリア限定。東日本大震災の影響によりそのまま製造・販売終了
- マイルドカフェ（500mlPET）
- マイルドテイスト（190g缶） - 1999年9月発売。
- マイルド微糖（185g缶）『マイルドな味わい』 - 2022年3月発売。北海道、みちのく、北陸エリア限定。
- マイルドミルクカフェ（280mlPET）
- マックスコーヒーV（250g缶）『やる気スイッチ、入りMAX V！』
- マックスコーヒーX（280ml加温PET、500mlPET） - 「マックスコーヒー」の全国発売開始に伴い廃止
- マドラスブレンド（190g缶）
- まろやかミルクのカフェラッテ（280g缶、280mlPET）『ミルクのまろやかさとくつろぎの甘み』 - 「贅沢カフェラテ」への移行に伴い廃止。
- まろやかミルクのホットなカフェラッテ（280ml加温PET）『まろやかなミルク感としっかりした甘み』 - 自動販売機向け製品。「贅沢ホットカフェラテ」への移行に伴い廃止。
- 三ッ星プレッソ（185g缶）『その仕事に、三ッ星を。』
- ミルキーカフェ（500mlPET）
- ミルクアンドビター（190g缶）
- ミルクで割るとおいしいコーヒー（900mlPET）
- メープル フェスタ（190g缶） 『カナダ産メープルシロップ使用』
- メンズラッテ（500mlPET）
- モーニングコーヒー（190g缶）
- モーニングコーヒー　ウインターセレクト（190g缶）
- モカオレヘーゼルナッツ（190g缶） 「ヘーゼルナッツとチョコのハーモニー」 - サークルKサンクス限定発売
- モカキリマンジャロ (185g缶) 『高級豆のフルーティーでキレのある味わい』 - 1991年発売、2002年頃販売終了。2004年に牛乳を加えてリニューアルした190g鉄ボトル缶を販売するも短期間で終売。2012年に2004年版の中身をベースにしてコンビニエンスストア限定・期間限定で再発売された。2018年1月に開催された『復刻してほしい缶コーヒー選手権』の全国投票結果では第2位となったが、地域別で第1位であった北海道・北東北・北陸エリア限定で再発売。デザインは2012年発売時のデザインが踏襲されているが、内容量が減量されるなど、「ル・カフェ」同様に一部仕様が異なる。
- モカラッテ（280mlPET）
- モカレーチェ（280g缶、280mlPET）
- やさしいカフェオレ（410mlPET）『やさしいオレ♪に、癒されたい。』 - コーヒー清涼飲料規格
- やさしいデカフェ・オレ（260mlボトル缶）『まろやかミルクのコク』 - コーヒー清涼飲料規格
- やわらかミルクのカフェラテ（350ml加温PET）『100%牛乳使用』 - ファミリーマート限定発売、加温PETのコーヒー飲料では初めてとなる350mlのトールサイズを採用。販売先・期間限定品ながら定番化していた。
- ヨーロピアン アイスエスプレッソ（400mlボトル缶）
- ヨーロピアン ヴィンテージ（190g缶）『深煎り熟成豆の味わい』 - リニューアルに伴い、発売当初の製品であった「ヴィンテージ」へ継承
- ヨーロピアン ヴィンテージブレンド（270mlボトル缶、370mlボトル缶）『3倍熟成の香りとコク』
- ヨーロピアン 香るブラック（290mlボトル缶、400mlボトル缶、280mlPET）『専門店仕立ての香りとコク』 - ボトル缶はリニューアルに伴い「香るブラック」へ継承。
- ヨーロピアン カフェラテ（260mlボトル缶）『専門店仕立ての味わい』 - 乳飲料規格。当初は他の「ジョージア ヨーロピアン」シリーズとの同時発売が予定されていたが、3週間遅れの2017年4月発売となった。リニューアルに伴い「香るカフェラテ」へ継承。
- ヨーロピアン コクの超微糖（260mlボトル缶）『砂糖ゼロ・甘くないコクの超微糖』
- ヨーロピアン コクのブラック（185g缶、275mlボトル缶、280mlPET）『コクと香りのエスプレッソブラック』 - 「ヨーロピアン 香るブラック」へ継承
- ヨーロピアン 熟練ブレンド（270mlボトル缶）『深化した贅沢なコク 甘さひかえめ』 - リニューアルに伴い「香るブレンド」へ継承。
- ヨーロピアン 深煎り微糖（170g缶、185g缶、370mlボトル缶）『専門店仕立ての香りとコク』 - リニューアルに伴い「香る微糖」へ継承。
- ヨーロピアン デカフェブラック（290mlボトル缶） - カフェインレスタイプのブラックコーヒー。コーヒー入り清涼飲料規格。
- ヨーロピアン ビターカフェラテ（260mlボトル缶、370mlボトル缶）『エスプレッソとミルクの深いコク』 - 砂糖・甘味料不使用のカフェラテ。コーヒー規格。
- ヨーロピアン 微糖（160g缶、190g缶、247g缶）『仕事の報酬は、コクの微糖。』 - 「ヨーロピアン コクの微糖」へ継承。
- ヨーロピアン 微糖ブラック（400mlボトル缶）『砂糖のみでわずかに甘みをつけた口当たりの良いアイスブラックコーヒー』
- ヨーロピアン プレミアムカフェラテ（185g缶、210g缶）『コーヒーとミルクの絶妙なバランスが楽しめる専門店で飲むようなプレミアムなカフェラテ』 - 乳飲料規格
- ヨーロピアンブレンド（190g缶）
- ラテニスタ カフェラテ（280mlPET）- 2020年3月発売。「ミルクブースト技術」を採用した小型ペットボトル入りのラテ。2023年9月にブランドロゴ変更に伴いパッケージデザインを変更してリニューアルされた。2024年2月に「ジョージア ザ・ラテ ダブルミルクラテ」へ継承。
- ラテニスタ キャラメルラテ（280mlPET）- 2020年9月発売。「ミルクブースト技術」を採用し、キャラメルシロップを加えた小型ペットボトル入りのラテ。同年10月には加温販売が可能な温冷兼用仕様が追加発売された。2022年10月のリニューアル時にパッケージデザインが変更され温冷兼用仕様に一本化。2023年9月にブランドロゴ変更に伴いパッケージデザインを変更してリニューアルされた。2024年9月に「ジョージア ザ・ラテ キャラメル」へ継承。
- ラテニスタ クリーミーラテ（280mlPET）『北海道産生クリームを贅沢に使用した、なめらかなコク』 - コーヒー飲料規格。
- ラテニスタ ビターラテ（280mlPET）『甘すぎず、程よい苦みのあるビターな味わい』 - コーヒー飲料規格。
- ラテブリューコーヒー ノンスイート（300mlPET）『無糖の定番ラテ』-2022年10月発売。ファミリーマート限定。ブランド初となるチルドPET仕様。
- ラテブリューコーヒー マイルドスイート（300mlPET）『やさしい甘さを楽しめる有糖のラテ』-2022年10月発売。ファミリーマート限定。ブランド初となるチルドPET仕様。
- リッチアロマ（190g缶）
- リフレッシュビター（185g缶）『心地よい苦みで気分リフレッシュ』 - みちのく・北陸エリアの自動販売機限定
- ル・カフェ（185g缶）『バニラ香るカフェラテ』 - 1998年発売、2000年に終売。2018年1月に開催された『復刻してほしい缶コーヒー選手権』で第1位となり、同年9月に復刻発売された。パッケージデザインは当時のものが踏襲（ブランドロゴも当時のまま）されているが、サブブランド名「SIGNATURE」部分が変更、内容量が185gに減量、正面左下にエネルギー表示が付くなど、細かな違いがある。
- レンジカフェ（1000mlPET）
- ロイヤルマンデリンブレンド （180g缶）
- ロイヤルブレンド （180g缶[2003]、190g缶[2008]）「深炒り」 - 2003年に全国販売されたが、2005年に販売終了。2008年11月より京都府・大阪府・兵庫県を除くコカ・コーラウエストエリアの自販機で期間限定販売。
- ロースターズコーヒー（170g缶、185g缶) 『焙煎士×超深煎り』 - 2017年版の185g缶は四国と沖縄のみ、2018年版の185g缶は沖縄のみの販売。
- ロースタリー ブラック（280mlPET）『ローストの香味。ほどける後味。』 - コールド専用仕様に加え、加温販売が可能な温冷兼用仕様も設定されていた。
- ワイルドドリップ（190g缶） 「苦味のきいたワイルドな味わい」
- 和らって（280mlPET）- 焙煎した大麦入り。

## 韓国のジョージア
2011年6月から韓国でも発売を開始。（それまではネスカフェだった。）2009年1月まで日本で使用されていた旧ロゴで現在展開中。日本と類似の商品もあるが韓国独自のフレーバーも数多く全ての缶製品がスチールではなくアルミ缶で発売している。缶とペットボトル以外に瓶やカップ、パウチのアイスコーヒーなどのラインナップで全ての商品がg(グラム)ではなくml(ミリリットル)表示である。仕様変更が頻繁にあるため内容量やカロリー表示変更に伴うデザインの違うものが複数存在する。発売当初のみカロリー表示がなかった。
オリジナル
- 175ml缶(64kcal→69kcal)
- 240ml缶(表記なし→87kcal→94kcal)
- 280mlダブルグリップボトル(100kcal→107kcal)→2014年終売。

日本と同様にオリジナルがあるが韓国ジョージアオリジナルの為、味もパッケージデザインも異なる。280mlダブルグリップボトルのみデザイン変更した。
240mlは限定デザインとして5億本出荷記念、LINEコラボ缶も存在していた。
2015年初めてパッケージデザインをリニューアル。韓国の俳優の顔をプリントした缶も限定発売した。
カフェラッテ
- 240ml缶(表記なし?→113kcal→118kcal)

韓国オリジナルのカフェラッテ。オリジナル同様、限定デザインとして5億本出荷記念、LINEコラボ缶も存在していた。
オリジナル同様、2015年初めてパッケージデザインをリニューアル。こちらも韓国の俳優の顔をプリントした缶を限定発売した。
マックスコーヒー
- 240ml缶(表記なし→121kcal)
- 280mlダブルグリップボトル(140kcal)→2012年終売。
- 900mlペットボトル(?kcal)→2012年終売。

マックスコーヒー モカエナジー
- 240ml缶(110kcal)

マックスコーヒー チョコラッテ→ジョージアクロス ブラウン チョコラッテ
- 240ml缶(マックスコーヒー表記なし→ジョージアクロス130→136kcal)

韓国のマックスコーヒー。味は日本同様、かなり甘いコーヒーに仕上げられている。限定デザインとして5億本出荷記念缶が存在していた。マックスコーヒーチョコラッテはジョージアクロスチョコラッテに移行。JANは同じ。
エメラルドマウンテンブレンド ザ・ブラック
- 200ml缶(6kcal)
- 270mlアルミボトル缶(8kcal)  ※初代のみアイスブラック
- 390mlアルミボトル缶(13kcal)  ※5億本出荷記念120ml増量缶

エメラルドマウンテンブレンド オリジナル→エメラルドマウンテンブレンド エスプレッソラテ
- 250mlビン(110→108kcal)  ※エスプレッソラテ、リニューアル時にカロリー変更

エメラルドマウンテンブレンド ライトシュガー→エメラルドマウンテンブレンド エスプレッソラテ
- 200ml缶(40kcal)  ※ライトシュガーのみ
- 270mlアルミボトル缶(51→144kcal)  ※エスプレッソラテに変わりカロリーアップ
- 250mlカップ(110→108kcal)  ※エスプレッソラテのみ

エメラルドマウンテンブレンド クラシックラテ
- 200ml缶(106kcal)
- 270mlアルミボトル缶(146→144kcal)
- 390mlアルミボトル缶(212kcal)  ※5億本出荷記念120ml増量缶
- 250mlビン(132kcal)
- 250mlカップ(132kcal)

エメラルドマウンテンブレンド スウィートアメリカーノ
- 200ml缶(44kcal)
- 270mlアルミボトル缶(60kcal)
- 250mlビン(62→56kcal)

エメラルドマウンテンブレンド キャラメルフレーバーマキアート
- 250mlカップ(135kcal)  ※初回ＡＭ生産ロットのみパッケージデザイン部分、灰色が白色。

エメラルドマウンテンブレンド バナナフレーバーラテ
- 250mlカップ(141kcal)

韓国のエメラルドマウンテンブレンド。日本より多彩なパッケージ展開、フレーバーが存在する。特に日本ではジョージアソフト以来採用されていない。
ビンでの販売を現在もおこなっている。エメラルドマウンテンブレンドオリジナルとライトシュガーはリニューアル時にエメラルドマウンテンブレンドエスプレッソラテに統合。
ヨーロピアン エスプレッソブラック
- 175ml缶(6kcal)→2013年終売。

ヨーロピアン エスプレッソブラック アイス
- 190mlブリックパック(6kcal)→2013年終売。

ヨーロピアン エスプレッソラテ
- 175ml缶(36kcal)→2013年終売。

ヨーロピアン エスプレッソラテ アイス
- 190mlブリックパック(?kcal)→2013年終売。

ゴティカ アロマブラック
- 270mlボトル缶(12kcal)
- 390mlボトル缶(?kcal)

ゴティカ アロマラテ
- 270mlボトル缶(108kcal)
- 240mlチルドカップ(118kcal)

ゴティカ スウィートアメリカーノ
- 270mlボトル缶(52kcal)
- 390mlボトル缶(78kcal)

ゴティカ キャラメルフレーバーマキアート
- 240mlチルドカップ(136kcal)

ゴティカ モカチョコレート
- 270mlボトル缶(?kcal)
- 240mlチルドカップ(136kcal)

韓国のヨーロピアン。2013年、春夏の販売で直ぐに終了。味は日本のヨーロピアンとはまったくの別物。
日本に遅れること一年後の2015年、猿田彦珈琲から採用されているヨーロピアンのロゴを使用し、
別のGOTICAシリーズを発売。中身はというとエメラルドマウンテンのフレーバーをそのまま採用し、
GOTICAとしてくら替えした物が大半。そのためか、味もJANコードもそのまま使用している。
ダークブレンド→カフェオレ
- 240ml缶(103kcal)  ※ダークブレンドのみ5億本出荷記念缶あり

リトルカフェ
- 175ml缶(70kcal)
- 200ml缶(80kcal)  ※25ml増量缶

アイス アメリカーノ
- 170mlブリックパック(48kcal)

アイス キャラメルマキアート
- 170mlブリックパック(93kcal)

アイス ラテ
- 170mlブリックパック(95kcal)

韓国オリジナルのラインナップ。韓国では夏期にカップにセットされた氷と各ブリックパックをセットで販売。

## 中国のジョージア
2014年9月から中国でも発売を開始。

## キャンペーンの歴史
1994年
- 男の休暇五十万円

1995年
- やすらぎパーカー

1996年
- がんばってコート

1997年
- ジョージア リレーランナー第一次・第二次募集キャンペーン - 長野オリンピックの聖火リレーランナー募集
- 聖火（トーチ）リレー応援プレゼント

1998年
- の〜んびりカリブの旅
- らくちんシート

1999年
- ヤル気充電シート

2000年
- 2000年の福袋プレゼント
- YASURAGI予算キャンペーン
- セーターがあるさ・コート

2001年
- 浜田課長の思いやりプレゼント
- あした色の、コート。
- 明日にかけるケータイ。

2002年
- Gコート'02「ザ・ムートン」

2003年
- オリジナルDVDプレイヤー - 「ジョージア ナンバーチャレンジキャンペーン」の的中者に贈られる物だが、はずれても抽選で5000人に当っていた。

2004年
- 5.1chサラウンドシステム - 「ジョージア ナンバーチャレンジ2キャンペーン」。Wチャンス(前後賞)はオリジナル目覚まし時計。

2005年
- ジョージア「歌ジャケ」- MP3プレイヤー付きジャンパー

2006年
- ジョージアオリジナルワンセグTV -「G-1グランプリ」（コーヒーの名前がついた競走馬の1・2着を当てるバーチャル競馬レース）の当り賞品。CMにはレースクイーン役として磯山さやかが出演。

2007年
- ジョージアオリジナル純金名刺 - CM出演は木村拓哉・渡哲也。Wチャンスは『純金シヤチハタストラップ』。
- ジョージアオリジナル　ポータブルDVDプロジェクター、ゼロハリバートン　オリジナルムービーカメラ、TSUTAYA DVDソフト - 「ジョージアミッション」CM出演は渡哲也と女スパイ役としてペイスー・ウーが出演。

2008年
- ジョージア上出来ポイントプログラム - 年間を通してポイントを貯める事が出来、規定ポイント数が溜まると応募、もしくはその場で当たるチャンスがある。実施内容は期間により異なる。
  - 3月〜5月「ジョージア　カタログで選んで今日も上出来」
  - 5月〜8月「Edyギフト」
  - 8月〜12月「上出来カタログ2008」

3月実施のカタログキャンペーン第2弾。仕組みは同じだが、50pt＋9,800円で先着でもらえる「セルフリキデーションコース」が新設されている。ジョージアキャンペーンでは初の試み。

2009年
- ジョージアで上出来 ポイントプログラム
  - 1月〜3月「上出来カタログ2009」
カタログキャンペーン第3弾。仕組みは以前のものと同じだが、今回はその日によって賞品が変わる「日替わりアイテムコース」を追加。
  - 4月〜8月「上出来インスタントくじ」
楽天スーパーポイントとネットマイル500ptが毎日各500人にあたる小規模なプロモーション。
  - 9月〜12月「NEWジョージアカタログ」
カタログキャンペーン第4弾。総計1,000万名に何かが当たる「ジョージア」史上最大規模のキャンペーン。従来の「日替わりアイテムコース」に替わり、週替わりで賞品が変わる「週替わりアイテムコース」と1週間の内に一定のポイントを登録した場合にのみ応募できる「プレミアム会員限定アイテムコース」を設定。また、対象製品の範囲を広げ、キャンペーンシールがついた爽健美茶・綾鷹（いずれも500ml以下のPET製品）でも応募ができるようになった。

2010年
- ジョージア ポイントプログラム
  - 1月〜3月「ジョージア ムービーチャレンジ」
1ptから参加ができ、当選すると500円分のQUOカードが進呈されるが、ハズレの回数に応じて枚数が増え、最大でQUOカード5枚（2,500円分）に挑戦することができる。また、連続10回ハズレた場合には自動でWチャンス賞の参加権が与えられ、以降連続5回ハズレる毎に参加権が一口追加される。このWチャンス賞に抽選で当たるとQUOカード10枚（5,000円分）がもらえる。つまり「ハズレればハズレる程チャンスが増え、なおかつ当たりも大きくなる」というユニークなキャンペーンである。また、2月からは「エメラルドマウンテンブレンド アドバンス」の発売を記念し、20ptで応募できるスペシャルコースが追加された。
  - 3月〜6月「ジョージアカタログ ブラックレーベル」
カタログキャンペーン第5弾。「エメラルドマウンテンブレンド ブラック」のリニューアルを記念し、黒系のアイテムや500円相当分のポイント（楽天スーパーポイント・Yahoo!ポイント）が用意される。
  - 6月〜8月「ジョージアカタログ チャンピオンエディション」
カタログキャンペーン第6弾。「ヴィンテージ ダブルバリスタチャンピオン」の発売を記念し、各分野でチャンピオンに輝くこだわりのアイテムや前回の「ブラックレーベル」同様に500円相当分のポイントが用意される。
  - 9月〜12月「ジョージアカタログ2010」
カタログキャンペーン第7弾。総当選者数が2009年の「NEWジョージアカタログ」の約6倍と規模がさらに大きくなり、15秒に1人の割合で家電製品やゲーム機などが当たる。また、携帯サイトでEdy番号あるいはiD番号を登録した方のみが応募できるスペシャルコースが設定されており、こちらはEdy1000円分とドコモポイント1000ptが用意される。さらに、ポイントを一定分以上登録した方全員には500円相当分のYahoo!ポイントが進呈される。また、怪盗ロワイヤル、しろつくなど各種のソーシャルゲームと提携し、ゲーム内での限定アイテムを獲得できるサービスも行われていた。

2011年
- ジョージアポイントプログラム
  - 1月〜3月「男のジョージアカタログ」
カタログキャンペーン第8弾。2011年の広告キャンペーン『男で、すいません。』に連動し、『毎日毎日5,000人!当たっちゃってすいません。』をキャッチコピーに、デジタル家電やゲーム機だけでなく、ラジコンカーや貸切温泉のペア宿泊券、松阪牛や薬用シャンプー「スカルプD」など、男性ニーズに応じた幅広いジャンルの商品が用意される。
  - 3月〜8月「あなたはどっち派?」
カタログキャンペーン第9弾。3種類のエメラルドマウンテンブレンドシリーズに合わせて、「スッキリ派」・「モーニング派」・「バランス派」の3つのコースを設定し、それぞれに、ポイント・金券類、小物類（プラズマクラスターイオン発生器、バック、デジタル一眼）、デジタル家電等（HDD内蔵液晶テレビ・電動ハイブリッド自転車・ノートパソコン）の3つの商品を用意。なお、当初は5月中旬まで実施する予定だったが、東日本大震災の影響により、4月11日から6月27日まで一時休止していたため、終了日が8月21日に期間延長された。
  - 9月〜12月「20万人に当たる!ジョージア特注品!」
カタログキャンペーン第10弾。「エメラルドマウンテンブレンド」と「ヨーロピアン」の2つのラインに分け、「エメラルドマウンテンブレンド」のラインでは「エメマンバトル」のTVCMに登場しているオリジナル仕様を忠実に再現し、ディテールにもこだわったレプリカ仕様の「エメマンジャージ」、「エメマンジャージ」型専用ケース付ニンテンドー3DS、地上デジタルチューナー内蔵ポータブルブルーレイプレーヤーを、「ヨーロピアン」のラインではスポーツブランドプーマが三浦知良選手の誕生日に合わせて2011年2月に発表された「KING KAZU COLLECTION」の特注仕様トレーニングトップ、ミニプロジェクター、acer社製のタブレット「ICONIA TAB A500」の「ヨーロピアン」特注仕様の各3アイテムが用意されるほか、1ptで応募できる賞品には100円〜1,000相当分の「Yahoo!ポイント」や「ジョージア」の缶デザインをそのままミニチュア化した1GBの缶型USBメモリが用意される。また、ポイントを50pt登録した先着30万名にはオリジナルのクリップラジオが進呈される。10月には商品の追加を行い、レプリカの「エメマンジャージ」にベージュ基調の「カフェオレ」が、1ptコースにはジョージア製品6缶セットを追加。さらに、25pt以上消費した方を対象に、1ptで応募できるシルバー会員限定コースを追加設定。同年11月には「クロス 和-STYLE」の発売を記念し、50pt以上消費した方を対象に、1ptで応募できるゴールド会員限定コースを追加設定した。
  - 夏だ!ジョージアだ!プレゼントだ!（6月〜8月） - 「ポイントプログラム」が中心だったジョージアのキャンペーンでは珍しいオープンプロモーション（応募はパソコン・携帯電話からのみ）。抽選でトヨタ・FJクルーザー（グレードは「カラーパッケージ」、ボディカラーは当選者が選択でき、100万円分のカスタム費用（純正オプション取付）が含まれる）が当たる。また、Wチャンス賞も設定される。

2012年
- ジョージアポイントプログラム
  - 1月〜3月「ウィンターキャンペーン 男ですみません。冬。」
1ptから気軽に応募できるキャンペーン。人気の6ブランドがデザインを手がけた「人気ブランドコラボ スマホ手袋（指先に電気を通す素材を使うことで手袋をはめた状態でもスマートフォンのタッチパネル操作ができる手袋）」が主で、15ptコースとして、前述の手袋とPlayStation Vita本体のセット賞品や、賞品や応募ポイント数が明かされていない「謎の?コース」が設定されており、さらに、Wチャンス賞として、スタートトゥデイが運営するショッピングサイト「ZOZOTOWN」内で使用できる1,000円分のZOZOポイントが用意されている。同年2月には「ヨーロピアン ヴィンテージ」の発売を記念して、前回のキャンペーン同様に、期間中に50pt以上消費した方を対象に、1ptで応募できるゴールド会員コースを追加設定した。
  - 4月〜6月「エメマン新生活応援キャンペーン 当たる、始める、新生活!」
「エメラルドマウンテンブレンド」シリーズのデザインリニューアルを記念したキャンペーン。acer製ウルトラブック（モバイルノートパソコン）「Aspire S3」、Xi対応のNTTドコモスマートフォン（機種は4機種から選択可能、当選者は端末到着後ドコモショップにて契約手続きが必要で、新規契約事務手数料又はFOMAからの契約変更事務手数料がかかる）、DUCATI製21速クロスバイク、コールマン製LPガス式グリル「ロードトリップグリルLXE」が用意されるほか、新エメマンデザインのモバイルソーラーチャージャーが1ptコースに用意されている。
  - 6月〜8月「サマーキャンペーン」 
1ptから気軽に応募できるキャンペーン。USBや乾電池で稼働できるACTUS製の携帯型扇風機「シャキッとファン」、500円分のYahoo!ポイントのほか、ウィンターキャンペーン同様に、PlayStation Vita本体（オリジナルハードポーチ付）が当たる15ptコースが設定されている。当選確定の翌日に発送、2〜4日で手元に届くクイックデリバリー制を導入している。
  - 9月〜12月「GEORGIA meets BEAMSdesignアクティブグッズプレゼント」
「BEAMSdesign」とのコラボレーションによる10種類から選べるボディバッグやトラベルバッグをはじめ、TDK製ポータブルスピーカー（オリジナルポーチ付）、PlayStation Vita本体（オリジナル保護シート&マルチポーチ付）、キヤノン製デジタル一眼カメラ「EOS Kiss X6i（レンズキット）」（カメラストラップ付）が用意されているほか、Wチャンス賞として電子書籍ストアhontoで利用できるhontoポイント600円分も用意される（当選は「コカ・コーラ パーク」1会員につき1回まで、ポイントを受け取る際はhonto会員IDが必要）。また、前回のキャンペーン同様、クイックデリバリー制を導入している。2012年11月には追加コースとして、1ptで応募できる「ジョージア飲み比べセット（地域限定品を含む16種類が入った「ジョージア」の詰め合わせ）」が追加。さらに、「エメラルドマウンテンブレンド キレの微糖」の発売を記念し、期間中に50pt以上消費した方を対象に1ptで応募できる「ゴールド会員コース」を追加。今回はパナソニック製42v型液晶テレビ「スマートビエラ（TH-L42ET5）」とSkype対応カメラのセットが用意される。
  - 12月 - 2013年2月「1ptでQUOカードが当たる」
前キャンペーンの期間中に2008年から実施してきた「ジョージア ポイントプログラム」を2013年2月17日をもって終了することが告知され、今回が「ポイントプログラム」で行われる最後のキャンペーンとなる。最後は1ptから応募が可能（最大50ptまでまとめて応募が可能）で、ジョージアオリジナルデザインのQUOカード500円分が用意される。また、キャンペーン期間終了後に抽選が行われる。

その他、不定期でセブン-イレブン限定のキャンペーンなどがある。なお、公正取引委員会などにより、同一期間内にキャンペーンが重複実施された場合は、ひとつにしか当選できない。

## キャンペーン・プレゼント
キャンペーンへの応募についてはハガキ応募を主体としていた。しかし一般家庭におけるインターネットの普及、携帯電話の普及、通信技術の発達に伴い、2008年以降は「ジョージアポイントプログラム」と称し、年間を通してインターネットで応募が出来るシステムへ移行した。一部試験的にハガキ応募を継続していたこともある。
応募の流れの基本は、コカ・コーラのWEB会員システム「コカ・コーラパーク」へ登録し、対象製品に貼付されているシールの裏のシリアルナンバーをジョージアポイントプログラムのサイト上で入力。応募に必要な規定ポイントを集めて入力する。その場で抽選を行うもの、後日抽選を行うものとの2パターン存在する。
原則、シリアルナンバーには年単位での有効期限を設けている。キャンペーンごとに区切っていないため、年内で次回以降行われるキャンペーンのために蓄積しておくことも可能。ただしキャンペーン対象製品は都度行われるキャンペーンごとに変わることがある。
しかし、この「ジョージアポイントプログラム」は前述のとおり2013年2月17日24時をもって廃止となり、それまでに蓄積されたポイント、及びそれまでに発売された商品に添付されていた未入力のポイント獲得IDはすべて無効となったが、「コカコーラパーク」内で行う「パークG」のポイントをためてのプレゼントについては従来通り継続して行っている。

## CMに出演したタレント一覧
- 飯島直子（1994年 - 2000年）
- 安田成美（1994年）
- 古手川祐子（1994年）
- ダンカン （1994年、ジョージアエメラルドマウンテン）[11]
- 鈴木京香（1996年）
- トータス松本（1998年）
- 上原さくら（1998年）
- 優香（1999年 - 2000年）
- 安倍なつみ（2006年 ジョージアGABA）
- 磯山さやか（2006年）
- 大森南朋（2007年）
- アフタヌーン娘δ（2010年 ご褒美ブレイク）
- 原西孝幸（2024年 - 2025年、贅沢ミルクコーヒー）- WebCM
- ほいけんた（2024年）- WebCM
- 岡田結実（2024年）- WebCM
- 秋山竜次（2025年 - 、贅沢ミルクコーヒー）- WebCM

CMシリーズ
ジョージアに、まかせろ。
- カイル・マクラクラン（1992年 - 1993年）

ジョージアTV
- ブルース・ウィリス（2000年）
- 山本譲二（2000年）

明日があるさ
- ダウンタウン（2000年 - 2003年）
- 仲間由紀恵（2000年 - 2002年）
- 山田花子（2000年 - 2002年）
- 吉岡美穂（2003年）
- 乙葉（2003年）
- 新庄剛志（2003年）

その他、主役のダウンタウンが所属する吉本興業の芸人が多数出演していた。（東野幸治、ココリコ、藤井隆、清水圭他）
気分は、ジョージア
- 米倉涼子（2003年 - 2004年）
- 矢田亜希子（2003年 - 2004年）
- 佐藤江梨子（2003年 - 2004年）
- 石橋蓮司（2003年 - 2004年）

つぎ、いってみよー！
佐藤のみ前シリーズから継続。
- 藤原紀香（2004年 - 2005年）
- 佐藤江梨子（2004年 - 2005年）
- 加藤あい（2004年 - 2005年）
- 西村雅彦（2004年 - 2005年）

We Are GEORGIAN
- 竹中直人（2005年）
- 丸山和也（2005年）
- 野茂英雄（2005年）
- 須藤元気（2005年）
- 島田紳助（2005年）

ココロに夢とジョージアを。
紳助のみ前シリーズから継続
- 島田紳助（2006年）- 島田紳助・松本竜介としての漫才の映像を挿入。CM放映日は06年1月11日。その79日後になる4月1日に元相方・松本竜助が逝去。

新しいジョージア、はじまる
- 木村拓哉（2006年 - 2007年）
- 渡哲也（2006年 - 2007年）
- 佐藤めぐみ（2007年　ジョージアエメラルドマウンテン）
- 木村祐一（2007年　ジョージアエクストラビター超微糖　ヴィンテージ）
- 山崎静代（2007年　ジョージアヨーロピアン）
- 中山美穂（2007年　ジョージアヴィンテージーレーベル）

ジョージア、今日も上出来
- 舘ひろし（2007年 - 2008年）
- 萩本欽一（2007年 - 2008年）
- ウルトラセブン（2007年）
- パンツェッタ・ジローラモ（2008年 カフェエスプレッソ）
- 川島明（2008年 エンブレムブラック）
- 田崎真也（2008年 ビンテージレーベル）
- リア・ディゾン（2008年）
- ケンドーコバヤシ（2008年 カフェクレム）

ジョージ家さんま
- 明石家さんま（2009年）- 「ジョージア家さんま」として出演
- ウルトラマン（2009年 ウルトラ微糖）

ようこそジョージアへ
- 片瀬那奈（2009年 - 2010年）
- 小出恵介（2009年 - 2010年）
- フィリップ・トルシエ（2010年  ヨーロピアン コクの微糖）- 小出と共演。

エメマンバトル（2010年 - 2011年）
ダウンタウンは「明日があるさ」以来7年ぶりの出演。
- 浜田雅功（2010年 - 2011年）- 「王道 エメマン派」のリーダー。
- 松本人志（2010年 - 2011年）-  「スッキリ 微糖派」のリーダー。
- 笑い飯（2010年 - 2011年）-「苦すぎない BLACK派」のリーダー、シリーズ途中から出演。
- スリムクラブ（2010年 - 2011年）- 同上
- 椿鬼奴（2011年）- 「癒しの カフェオレ派」のリーダー、シリーズ途中から出演。
- 友近（2011年）- 同上
- 山田菜々（2011年）- 同上

「明日があるさ」と同様、「エメマン派」「微糖派」のメンバーは吉本興業の芸人が入れ替わりで出演していた。
男ですいません。
- 本仮屋ユイカ（2011年）
- 藤田憲右（2011年）

エメマン inc
ダウンタウン・淳・友近は前シリーズから継続。
- 浜田雅功（2012年）- 「王道 エメマン派」のリーダー。
- 松本人志（2012年）-  「微糖派」のリーダー。
- 田村淳（2012年）-「苦すぎない BLACK派」のリーダー。
- 友近（2012年）-「癒しの カフェオレ派」のリーダー。
- 西川きよし（2012年）

男の、ほっと
- 永作博美（2013年）

### 世界は誰かの仕事でできている。
CMシリーズでは約8年と「明日があるさ」に次ぐ人気シリーズとなった。主演の山田は次シリーズ「あなたが輝く一杯を。」にも出演。それを含めると山田は約9年半イメージキャラクターを務め、同製品の中で1番長くCMに出演していた。ちなみに2位は飯島の7年（94年 - 00年）、3位はダウンタウンの6年（00年 - 03年・10年 - 12年）
- 山田孝之（2014年1月 - 2022年）
- 佐野ひなこ（2014年 エメラルドマウンテン）
- 岡田圭右（2016年 エメラルドマウンテンブレンドブラック）- 山田の同僚役
- 三浦透子（2016年 ディープインパクト）- 新人AD役
- 新井浩文（2017年）
- 高山侑子（2017年 やさしいカフェオレ）
- 勝地諒（2018年 ジャパンクラフトマン）
- 広瀬アリス（2018年 - 2022年）- 一時期は「ジャパンクラフトマン」のCMキャラクターだった。
- 山本美月（2018年）
- 中尾彬（2018年 グラン微糖）
- 池波志乃（2018年 グラン微糖）
- でんでん（2018年 グラン微糖）
- 染谷将太（2018年 - 2019年）
- 麻生久美子（2019年）
- 小松菜奈（2020年 ラテニスタ）
- チャンカワイ（2021年 - 2022年）- あたためられた若手芸人「Wホット」のツッコミ役[12]

あなたが輝く一杯を。
山田・広瀬は前シリーズから継続。
- 山田孝之（2022年 - 2023年）
- 広瀬アリス（2022年 - 2023年）
- 磯村勇斗（2022年 - 2023年3月）[13]

毎日って、結構ドラマだ。
- 米津玄師（2023年）

ひと息ついたら、景色が変わって見えた。
- 向井理（2024年 - 2025年）
- 河村勇輝（2024年 - 2025年）
- 浜辺美波（2024年 - 2025年）

私の今日が、動き出す。
浜辺のみ前シリーズから継続。
- Ado（2025年 - ）
- 浜辺美波（2025年 - ）

### 使用曲
- 2000年〜2002年『明日があるさ』（ウルフルズ、Re:Japan、坂本九）
- 2003年〜『トゥモロー〜ジョージアで行きましょう編〜』（和田アキ子）
- 2005年〜『あの鐘を鳴らすのはあなた』（サンボマスター）
- 2006年 『ザ・ストレス』（安倍なつみ） - 本人出演の「ジョージアGABA」で使用
- 2007年 『モーツァルトの交響曲第25番ト短調より第一楽章「アレグロ・コンブリオ」』（モーツァルト） - ヴィンテージレーベルのCMにて使用。
- 2008年 『序曲1812年』（チャイコフスキー） - 今日も上出来のテーマに歌つきで使用。
- 2009年 『笑顔のまんま』（BEGIN with アホナスターズ） - CMキャラクターの明石家さんまが司会を務めたFNS27時間テレビ の放送中に即興で書き下ろし、同番組のエンディングテーマとして生演奏された曲。
- 2011年〜 『ア・リトル・レス・カンヴァセーション（JXLリミックス）』（エルヴィス・プレスリー）
- 2023年『LADY』（米津玄師）[14]
- 2024年『毎日』（米津玄師）
- 2025年『わたしに花束』（Ado）